# Diritti umani negli Stati Uniti d'America
I diritti umani negli Stati Uniti d'America trovano tutela nella Costituzione degli Stati Uniti, nel paragrafo riguardante la "Carta dei Diritti", ma sono spesso sono sotto osservazione critica da parte di organizzazioni come Amnesty International e Human Rights Watch.
Buona parte di libertà e diritti fondamentali, ad esempio diritti civili come quello di manifestare il pensiero, la libertà religiosa e i diritti economici sulla libertà d'impresa sono tra i più ampi del mondo, mentre vi sono diverse mancanze riguardo a diritti sociali di vario tipo, e alcune limitazioni alle libertà civili introdotte dopo l'11 settembre 2001, introdotti con l'USA PATRIOT Act e il Military Commissions Act of 2006.
Nel I emendamento, parte della Carta dei Diritti, si stabilisce che 
Il V e il VI emendamento garantiscono il diritto ad un giusto processo e il diritto alla difesa. Il XV emendamento garantisce il diritto di voto senza discriminazioni. L'VIII emendamento proibisce le punizioni crudeli o inusuali:
(Ottavo emendamento della Costituzione degli Stati Uniti d'America)
Tuttavia è in vigore la pena di morte, a livello federale, militare e in 38 Stati (sebbene solo una minoranza di essi esegua numerose condanne). Non vi sono garanzie riguardanti il diritto al lavoro, alla salute, all'istruzione, anche se ci sono dei programmi pubblici (scuola pubblica, Medicare, Medicaid, Obamacare).
Il governo statunitense è stato frequentemente accusato di violare i diritti umani con atti come tortura sia su suolo nazionale che all'estero, estradizioni illegali, omicidi mirati contro personalità straniere e atti di terrorismo contro Paesi esteri, carcerazioni senza processo (violazione del diritto di habeas corpus), imperialismo, crimini di guerra, giusto processo, condizioni di detenzione, brutalità poliziesca, pregiudizio razziale, neocolonialismo, trattamenti inumani e degradanti e supporto a dittature estere.
Gli Stati Uniti sono firmatari della Dichiarazione universale dei diritti dell'uomo e la principale organizzazione per i diritti umani e i diritti civili interna agli USA è l'American Civil Liberties Union. Tuttavia non hanno riconosciuto la giurisdizione della Corte penale internazionale.

## Storia

### Periodo coloniale dal 1492 al 1775
Nel 1492 Cristoforo Colombo sbarca nell'attuale continente americano, su alcune isole caraibiche. Gli spagnoli sono i primi a esplorare il territorio americano, seguiti dagli inglesi nel 1497, dagli olandesi nel 1609 e dai francesi nel 1652. Nei secoli seguenti gli europei fondano diverse colonie: la prima colonia britannica di successo venne fondata nel 1607 dagli inglesi, a Jamestown nella Virginia. Sino al 1621 il rapporto tra nativi e coloni risulta pacifico. Nel 1622 iniziano i primi scontri con i nativi americani che durano sino al 1890, con il quasi totale sterminio delle popolazioni native (si stima ci siano nel continente americano, allo sbarco di Cristoforo Colombo, circa 90 milioni di persone, di cui tra gli 8 e i 40 nel Nord America). Secondo altri studiosi invece i nativi dell'America settentrionale sono soltanto un milione. Lo storico David Stannard stima che negli anni successivi al 1492 sono morte, a causa di violenza o malattia, tra le popolazioni native dell'intero continente, 100 milioni di persone. Ward Churchill, professore di etnologia alla University of Colorado, stima la riduzione delle popolazioni indigene del Nord America da circa 12 milioni nel 1500 a circa 237.000 nel 1900 rappresentando ciò un "immenso genocidio... il più grande mai registrato." Sin dall'inizio le potenze europee deportano milioni di individui dal Continente Africano verso le Americhe. Si stima che la Tratta degli schiavi abbia coinvolto dai 12 ai 21 milioni di persone. Gli schiavi e le popolazioni native sono sottomessi, potendo contare i coloni sulla superiorità tecnica e militare nelle varie ribellioni e nei vari conflitti che si succedono in questo periodo storico. La popolazione dei coloni è principalmente formata da agricoltori. Secondo l'organizzazione femminista Women International Center l'uomo possiede virtualmente la moglie e i figli. Se un uomo povero decide di mandare i figli all'orfanotrofio, la moglie non ha possibilità legale di obiettare. Diverse comunità, comunque, modificheranno la common law per permettere alle donne di agire nei tribunali e, previo consenso del marito, per possedere beni propri. Numerosi mercanti divengono molto ricchi fornendo i loro beni alla popolazione agricola e finiscono per dominare la società delle città.
Discusso è il contributo del Nordamerica nel cosiddetto black holocaust. Vi furono persecuzioni per motivi religiosi o ideologici verso le minoranze o singoli individui (cfr. processo alle streghe di Salem).

### Periodo dalla Dichiarazione d'Indipendenza del 1776 al 1848
In seguito ad un anno di guerra, grazie anche all'alleanza con la Francia e i Paesi Bassi, il Congresso delle Tredici colonie britanniche proclama l'indipendenza degli Stati Uniti dalla Gran Bretagna. Continuano però le battaglie tra i coloni e l'esercito britannico, in quella che viene definita come Rivoluzione Americana, sino al 1783, anno in cui viene sottoscritto il Trattato di Parigi, che pone fine alla guerra. Inizia così il percorso che porta nel 1789 alla Costituzione Americana e all'elezione del primo presidente degli Stati Uniti, George Washington. In seguito il Congresso approva molte leggi per l'organizzazione del governo e la Carta dei Diritti degli Stati Uniti d'America.
La situazione in tutto il periodo rimane, per quanto riguarda le condizioni della gran parte della popolazione, comunque terribile; tra sanguinose guerre interne e contro l'impero britannico, carestie e migrazioni dei coloni dal sud al nord, la schiavitù perdurante di milioni di individui, lo sterminio delle popolazioni native, la guerra intrapresa contro il Messico dal 1846 al 1848, che porta all'annessione del Texas, della California e del Nuovo Messico, i valori umani finiscono sempre in secondo piano rispetto alle mire espansionistiche e economiche del Congresso e della classe dominante.

### La Guerra Civile dal 1849 al 1865

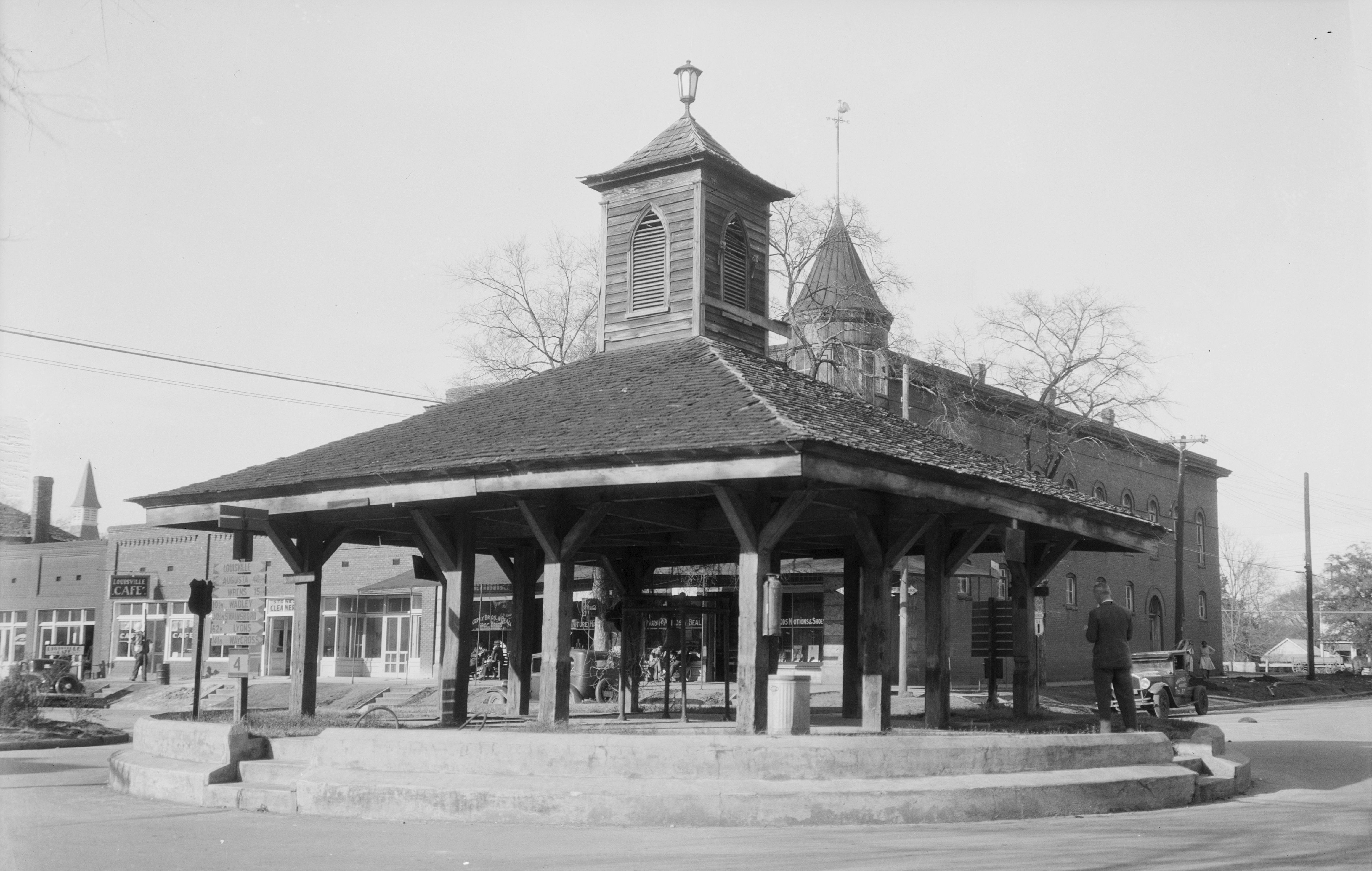
Mercato di schiavi sulla pubblica piazza, Louisville (Georgia)

Le grandi differenze culturali e sociali, tra il nord industrializzato e il sud agricolo, le divergenze sullo schiavismo, sostenuto soprattutto dai proprietari terrieri del sud, portano alla secessione del 1861, con la creazione degli Stati Confederati d'America. Le condizioni della gran parte della popolazione rimangono comunque terribili; la divisione tra i ricchi, gli industriali del nord i proprietari terrieri del sud, e il resto povero della popolazione, per gran parte di origini africane, diviene sempre più marcata. Un ulteriore peggioramento avviene allo scoppio della Guerra dii conclude la guerra: per via principalmente della maggior miseria e minori risorse, i sudisti escono soccombenti.

### Periodo della Ricostruzione dal 1866 alla fine della Seconda guerra mondiale del 1945
Alla fine della guerra gli Stati Uniti sono ancora divisi. Nel sud la politica di ricostruzione continua per un decennio e molte leggi sui diritti civili vengono abbandonate. Continua l'espansionismo verso ovest, alimentato da nuovi flussi migratori, che porta a ulteriori conflitti con i nativi Sioux e Apache, che vengono allontanati dai loro territori. L'industria si espande rapidamente e gli Stati Uniti divengono potenza economica dominante tra le potenze del periodo. L'esplosione economica viene accompagnata dalla crescita del populismo e del movimento operaio americano (nel 1892 viene creato il Partito Populista). Nell'arco di tempo dal 1840 al 1920 avviene un flusso migratorio dall'Europa, senza precedenti: 37 milioni di individui, in cerca di opportunità economiche e terreni da coltivare, giungono dall'Italia, dall'Irlanda, dalla Germania, dalla Gran Bretagna. Le procedure di immigrazione sono rese particolarmente complesse per giapponesi e cinesi con lo scopo di ridurre, sin quasi ad azzerare, i nuovi arrivi. Gran parte dei lavoratori delle fabbriche e degli agricoltori vivevano in condizioni pessime, sotto pagati, senza assistenza sanitaria, né diritto all'istruzione o alla casa; la condizione della gran parte della popolazione di basso ceto permase di estrema miseria. Dal 1890, in seguito ad una grave crisi economica e soprattutto su pressione dei leader dell'industria spinti dal fine di aumentare il commercio nei mercati d'oltremare, inizia una politica d'espansionismo, che porta alla Guerra ispano-americana per il possesso di Cuba, alla Guerra filippino-americana iniziata nel 1899, all'occupazione militare di molti paesi dell'America Latina.

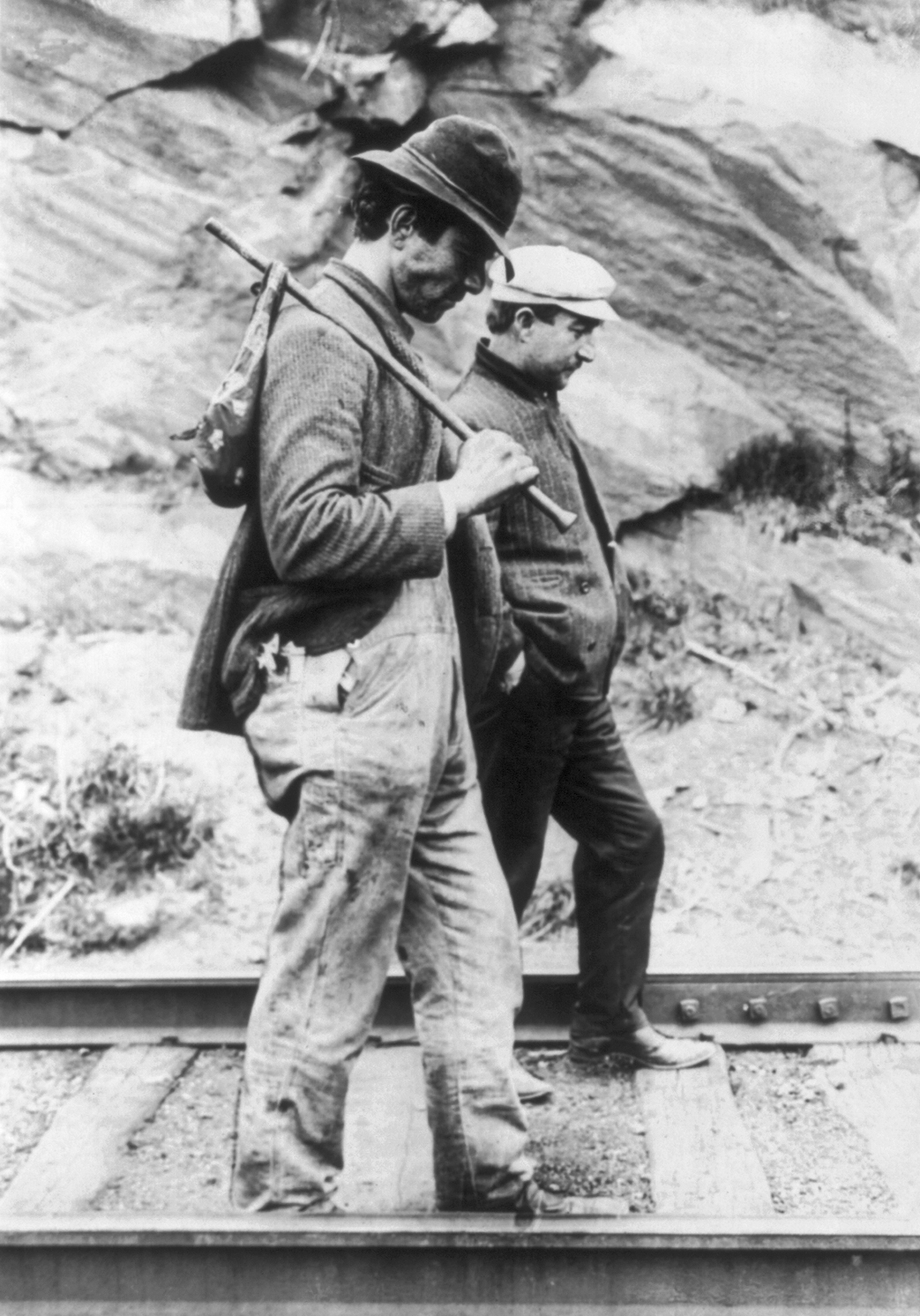
Hobo (vagabondi senzatetto) ritratti probabilmente durante la grande depressione.

Durante la paura rossa e a causa del timore dell'immigrazione ci furono grandi discriminazioni nei confronti di immigrati e ceti deboli, come si vide nel caso degli anarchici Sacco e Vanzetti; casi simili di intolleranza politico-sociale risalgono all'episodio dei martiri di Chicago o ai numerosi linciaggi di persone di colore. Inoltre l'imposizione del proibizionismo sugli alcolici e sulla droga arricchì la mafia italoamericana e favorì le carcerazioni facili.

#### Bombardamenti durante la seconda guerra mondiale
Gli USA sono stati accusati dopo la seconda guerra mondiale di aver violato il diritto bellico e le Convenzioni di Ginevra con il bombardamento di Dresda e quello atomico su Hiroshima e Nagasaki.

## Situazione attuale (1946-oggi)

### Movimenti Statunitensi per i Diritti Umani
Una delle più antiche associazioni per i diritti umani è l'NAACP (National Association for the Advancement of Colored People), attiva dal 1909, viene costituita con l'intento di assicurare uguaglianza di diritti politici, all'istruzione, sociali e economici di tutte le persone e di eliminare l'odio e la discriminazione razziale.

Altro importante movimento per i diritti umani è la Leadership Conference on Civil and Human Rights fondata nel 1950 da 30 associazioni dei diritti civili,; una coalizione che oggi raggruppa 200 associazioni statunitensi per i diritti umani. Nasce con lo scopo di promuovere il rafforzamento e l'entrata in vigore di legislazioni e politiche per l'affermazione dei diritti civili.
La più celebre associazione è però l'American Civil Liberties Union (ACLU).

### Diritto all'alimentazione e all'acqua potabile
I diritti all'alimentazione e all'acqua potabile, così come in generale i cosiddetti diritti sociali, non sono in alcun modo garantiti al di fuori di una ristretta cerchia di aree urbanizzate, e sono generalmente preclusi alle minoranze etniche e alle classi più povere della popolazione. La situazione generale è in linea con quella degli altri paesi in via di sviluppo dell'America centrale, ben al di sotto degli standard europei.
Secondo il Dipartimento dell'agricoltura degli Stati Uniti d'America l'11,1% degli statunitensi, ossia 37 milioni, non possiede alcuna sicurezza di approvvigionamento alimentare. Tuttavia, secondo i dati forniti dal governo statunitense, il livello di denutrizione sarebbe inferiore al 2,5%.
Per quanto riguarda l'approvvigionamento idrico, i dati forniti dal governo statunitense alle organizzazioni internazionali preposte sostengono che l'acqua potabile sia accessibile dal 100% dei cittadini mentre i dati rilevati da associazioni nonprofit indipendenti, come la US Water Alliance, stimano che circa 2 milioni di cittadini statunitensi siano al contrario privi di accesso a fonti d'acqua potabile sicure. Il sistema idrico pubblico, oltre ad essere carente e inadeguato per un paese sviluppato, sarebbe inoltre causa frequente di episodi d'inquinamento o avvelenamento, anche fatale, subiti ancora una volta dalle minoranze etniche povere.

### Diritto all'abitazione
Il diritto all'abitazione, protetto dall'articolo 8 della Dichiarazione ONU sul Diritto allo Sviluppo, non è garantito, anche se esistono, solo in alcune zone, programmi di edilizia popolare.

### Diritto all'istruzione
Esiste la scuola pubblica aperta a tutti e obbligatoria fino a 16 anni minimo, istituita nel 1964; vi sono borse di studio per le High school e le università non statali, che garantiscono da sempre un livello di istruzione superiore rispetto a quelle pubbliche, che subiscono tagli e attacchi da parti politiche che vorrebbero smantellarle.
Negli Stati Uniti sono presenti le scuole più costose del mondo per quanto riguarda l'università, sia che si parli di scuole pubbliche, sia che ci si riferisca alle scuole private: le tasse annuali di iscrizione si aggirano intorno ai 20,000 $ per le scuole pubbliche, mentre arrivano e spesso possono superare i 60,000$ per quanto riguarda le università private. Fino al liceo la scuola è però del tutto gratis, compresi i libri e l'iscrizione. Ogni stato federato ha una limitata autonomia per quanto riguarda l'educazione scolastica; devono attenersi a delle caratteristiche generali proposte dalla Costituzione degli Stati Uniti relative a fondi, controlli, insegnanti e loro certificazione, libri di testo, biblioteche. Gli studenti talvolta possono usufruire del mutuo studentesco (talvolta oggetto anche di truffe), cifra ingente che tuttavia devono restituire completamente alla fine del percorso scolastico. Negli anni della presidenza Obama si è tentato di aiutare con sussidi gli studenti, per evitare debiti insoluti e problemi al sistema scolastico, come una possibile bolla finanziaria in procinto di scoppiare.

### Diritto alla salute
Negli Stati Uniti il diritto alla salute non è garantito costituzionalmente, benché vengano spese ingenti parti del bilancio statale in ospedali pubblici. Le cure mediche sono erogate ai soli cittadini coperti da assicurazione sanitaria (le cure d'emergenza vengono effettuate ma debbono essere pagate in seguito). Secondo le statistiche del US Census Bureau nel 2006 il 67,9% (68,5% nel 2005) delle persone erano coperte da assicurazioni private stipulate dai datori di lavoro, il 27% (27,3% nel 2005) erano coperte da assicurazione sanitaria garantita dal governo, il 15,8% (15,3% nel 2005) non aveva nessun tipo di assicurazione; il numero di persone non coperte da assicurazione sanitaria è passato dai 35 milioni del 1990 ai 47 milioni nel 2006, su una popolazione di circa 300 milioni di abitanti. La percentuale dei bambini sotto i diciotto anni di età privi di assicurazione sanitaria subisce un incremento passando dal 10,9% (8 milioni) del 2005 all'11,7% (8,7 milioni) nel 2006 Il cosiddetto Obamacare ha migliorato seppur di poco la situazione. Gli interventi di emergenza vengono effettuati ma il paziente deve successivamente restituire la cifra spesa dall'ospedale, anche tramite mutuo. Secondo Amnesty International il tasso di mortalità delle partorienti è passato da 6.6 morti ogni 100.000 nascite del 1987 a 13.3 morti su 100.000 nel 2006. Sebbene rimanga bassa e gli incrementi registrati siano dovuti anche al miglioramento della qualità dei dati raccolti, resta il fatto che la mortalità materna continua ad aumentare in modo significativo. Nonostante una spesa sanitaria tra le più alte nel mondo (86 miliardi di dollari all'anno), ogni giorno due/tre donne perdono la vita per complicazioni sorte durante la gravidanza e al parto.

### Ospedalizzazione psichiatrica forzata
I malati psichici, anche se non pericolosi e non condannati per reati (in questo caso esistono i manicomi criminali), possono venire ospedalizzati forzatamente in manicomio, se viene richiesto dall'autorità. Anche chi accetta il ricovero volontariamente, lo richiede di proposito o viene ricoverato dalla famiglia ancora minorenne, può venire trattenuto a tempo indeterminato contro la sua volontà, a discrezione del medico. Il sistema psichiatrico americano (peraltro diffuso, in queste modalità, non solo negli Stati Uniti) è stato criticato e denunciato dal medico Thomas Szasz e dai movimenti dell'antipsichiatria.

### Diritto al lavoro
Il tasso di disoccupazione è del 4,6% nel 2006, ma nel 2008 è aumentato. Secondo Human Right Watch circa 800.000 bambini lavorano nell'ambito dell'agricoltura
Il diritto al lavoro non è riconosciuto, nel senso che il governo non si interessa attivamente per trovare occupazione ai propri cittadini. Esistono enormi sperequazioni sociali, e i programmi di assistenza e welfare, esistenti dall'epoca del New Deal di Franklin Delano Roosevelt e incrementati durante la Great Society di Lyndon Johnson e la presidenza Clinton, non bastano a sostenere i molti disoccupati. Tra le minoranze etniche la disoccupazione oscilla tra il 20 e l'80 %, spesso con lavori precari. Durante la presidenza Obama il tasso di disoccupazione è del 6,3 % nel 2014, minore rispetto al 2009. Il licenziamento è estremamente facile per il datore di lavoro.
Un rapporto pubblicato dalla Voce dell'America, ripreso poi a fini propagandistici da media cinesi e iraniani, il 4 febbraio 2007 rivela che secondo uno studio svolto dalle università di Harvard e McGill, tra 173 paesi con redditi differenti, solo Stati Uniti, Lesotho, Liberia, Swaziland e Nuova Guinea non hanno previsto un reddito per la maternità. Per quanto riguarda le ferie annuali retribuite anche in questo caso non c'è una legge codificata, ma è il datore di lavoro a decidere in questi casi. I sindacati hanno fama di essere corrotti e poco efficaci. Non c'è una legge per stabilire il minimo ed il massimo delle ore lavorative. L'articolo conclude che le condizioni dei lavoratori americani siano tra le peggiori del mondo industrializzato.
Nel luglio 2006, un tribunale del Minnesota ha condannato l'azienda di supermarket Wal-Mart per aver violato negli anni precedenti le leggi statali sugli orari lavorativi e i redditi e la mancanza di recupero degli straordinari dei lavoratori.
La mortalità sul lavoro risulta inoltre molto alta: nel 2012 ci furono 4.383 infortuni mortali sul lavoro negli Stati Uniti, cifra peraltro minore rispetto a quella degli anni precedenti. Dall'altra parte il bilancio dei lavoratori non assicurati è sempre in aumento.
Nel 2016 l'agenzia Bloomberg News ha diffuso la notizia della denuncia di Oxfam America, secondo la quale alcune delle più grandi aziende americane di lavorazione della carne di pollo negano ai loro operai di andare in bagno durante il turno lavorativo, tanto che certi dipendenti si sono ridotti ad indossare un pannolino mentre lavorano.

### Sistema giudiziario e di sicurezza

#### Diritto ad un processo imparziale e condizioni di detenzione
Il sistema giudiziario e di repressione della criminalità degli Stati Uniti è stato spesso criticato come non imparziale e arbitrario.
Nei processi talvolta si sono verificati casi in cui mancava l'imparzialità, soprattutto quando la giuria era composta da bianchi e l'imputato era appartenente a una minoranza etnica.
Quando negli USA scoppiò il caso O. J. Simpson (poi assolto in un controverso processo), l'avvocato che se ne occupò dichiarò apertamente che gli assassini ricchi non finiscono quasi mai nei bracci della morte perché, potendo permettersi avvocati famosi e costosi, sono meglio tutelati legalmente rispetto agli altri. L'avvocato e scrittore Scott Turow afferma, nel suo libro Ultimate Punishment, che i sospettati che non sono in grado di ingaggiare avvocati importanti finiscono nelle mani di quelli d'ufficio, spesso scarsamente motivati o incompetenti e quindi, anche se sono innocenti, non avendo un avvocato che sia in grado di dimostrarlo, vengono condannati a morte da giurie che non vogliono rischiare di rimettere in circolazione un possibile feroce criminale. Secondo accurate ricerche la maggioranza dei condannati a morte negli USA sono persone povere e appartengono a fasce di popolazione considerate dall'opinione pubblica più “sospette” (afroamericani, latinoamericani, immigrati, nativi, bianchi poveri o disagiati, ecc.).

#### Esecuzioni capitali

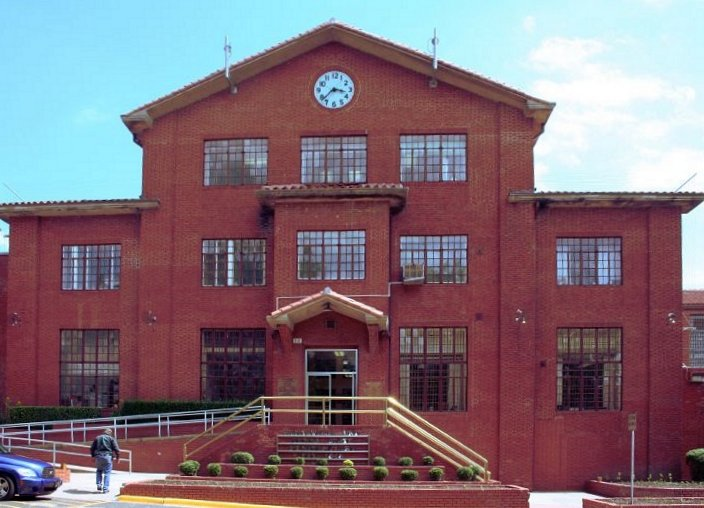
Unità del carcere di Huntsville, sede delle esecuzioni capitali nel Texas

Gli USA sono uno dei paesi mantenitori della pena di morte; dopo Cina, Iran, Iraq e Arabia Saudita, sono il paese con più esecuzioni all'anno.
Alcuni metodi d'esecuzione sono stati molto discussi e attualmente sono in uso l'iniezione letale (in maggioranza), la fucilazione (solo in Utah) e la sedia elettrica. Non in tutti gli Stati della federazione americana si applica la pena di morte: in alcuni è stata abolita, oppure la sua esecuzione è stata sospesa.
La pena di morte è comunque prevista per reati federali e militari, anche per cittadini di Stati dell'Unione in cui la pena di morte non è prevista per reati non federali. L'ultima esecuzione federale è stata quella di Timothy McVeigh (2001), responsabile dell'attentato di Oklahoma City. Lo Stato più attivo è il Texas, seguito da Georgia, Oklahoma, Alabama e Florida. Gli stati abolizionisti sono 23 (più il DC e Porto Rico), la maggioranza dei quali stati della costa orientale, come quelli della zona chiamata New England; 12 sono quelli in moratoria, l'Ohio la mantiene per crimini eccezionali. Sono quindi 35/36 gli stati (più il D.C. e Porto Rico, per un totale di 38 territori dell'unione) che di fatto non applicano la pena capitale e 15 (su 50/52) quelli che ne fanno uso, più o meno regolare.
A causa di problemi giuridici, da più parti si è invocata una nuova moratoria dal 2014, come avvenne dal 1972 al 1976 e nel 2007-08. Gli USA hanno votato contro la moratoria universale della pena di morte dell'ONU (2007) e si sono rifiutati di applicarne la risoluzione. Queste misure non servono nemmeno da deterrente, se è vero che il tasso di criminalità rimane altissimo in molte città e quartieri degradati.
Inoltre è presente il criterio, denunciato da suor Helen Prejean, autrice di Dead Man Walking, della selettività prima di emettere la sentenza a morte; in pratica la giuria decide che un detenuto deve morire o no a seconda di chi è la vittima: se questa appartiene ad un ceto non agiato il caso non viene neanche seriamente indagato. Il New York Times ha pubblicato diversi articoli che riguardano i molti problemi degli studi legali che, per mancanza di fondi (procurata spesso da eccessivi tagli governativi), non possono garantire una difesa d'ufficio ai condannati a morte. Sono emersi anche casi di imputati mandati a morte che durante il processo sono stati difesi da avvocati d'ufficio che si sono presentati ubriachi, dopo aver fatto uso di droghe pesanti o che si sono addormentati per tutta la durata dell'udienza. Dal punto di vista costituzionale, la Corte Suprema degli Stati Uniti ha dichiarato che gli avvocati d'ufficio non hanno nessuna responsabilità se vengono commessi errori giudiziari, anche nel caso che siano assenteisti o incompetenti.
Secondo la Commissione Ryan dell'Illinois i criteri per i quali la pena di morte può essere decretata devono essere ridotti, l'imputato può essere condannato a morte solo nei seguenti casi:
- duplice, triplice omicidio
- omicidio di agente di polizia, pompiere, guardia carceraria, detenuto compagno di cella
- presenza di torture sul corpo della vittima
- omicidio commesso con la volontà di intralciare la giustizia

Spesso è stato equiparato all'omicida materiale reo confesso anche il presunto mandante, e talvolta solo il mandante ha ricevuto la sentenza capitale; frequentemente la pena di morte è stata comminata sulla base della sola parola dell'omicida, il quale tramite il patteggiamento (plea bargaining) si è assicurato una pena minore. In Texas è in vigore la legge delle bande ("law of parties") per cui viene condannato anche un complice che non partecipi all'azione omicida, anche se tale azione non era a conoscenza del condannato o egli non la approvava. In molti Stati chi fornisce l'arma o è ritenuto a conoscenza del crimine può essere considerato, penalmente, complice o mandante morale.

##### Controversie sui metodi di esecuzione
Nel corso della storia degli Stati Uniti le esecuzioni dei condannati a morte sono state eseguite tramite vari metodi. Dal 1977 al 2003 le esecuzioni sono state:
- 677 con l'iniezione letale
- 150 tramite sedia elettrica
- 11 con l'utilizzo della camera a gas
- 3 per impiccagione
- 2 per mezzo della fucilazione
- 1 con l'utilizzo della maschera di azoto

Dal 2004 al 2005 le esecuzioni sono state circa 160. La sedia elettrica fu introdotta nel 1889 come sostituzione della forca, ritenuta ormai un mezzo barbaro. Il condannato veniva legato alla sedia mani e caviglie, gli venivano applicati elettrodi di rame al corpo e una calotta alla nuca con affissa una spugna imbevuta di una soluzione salina per far circolare meglio l'elettricità. Le scariche di elettricità provocavano l'arresto cardiaco e bloccavano la respirazione. La camera a gas fu introdotta verso la fine degli anni trenta del Novecento. 

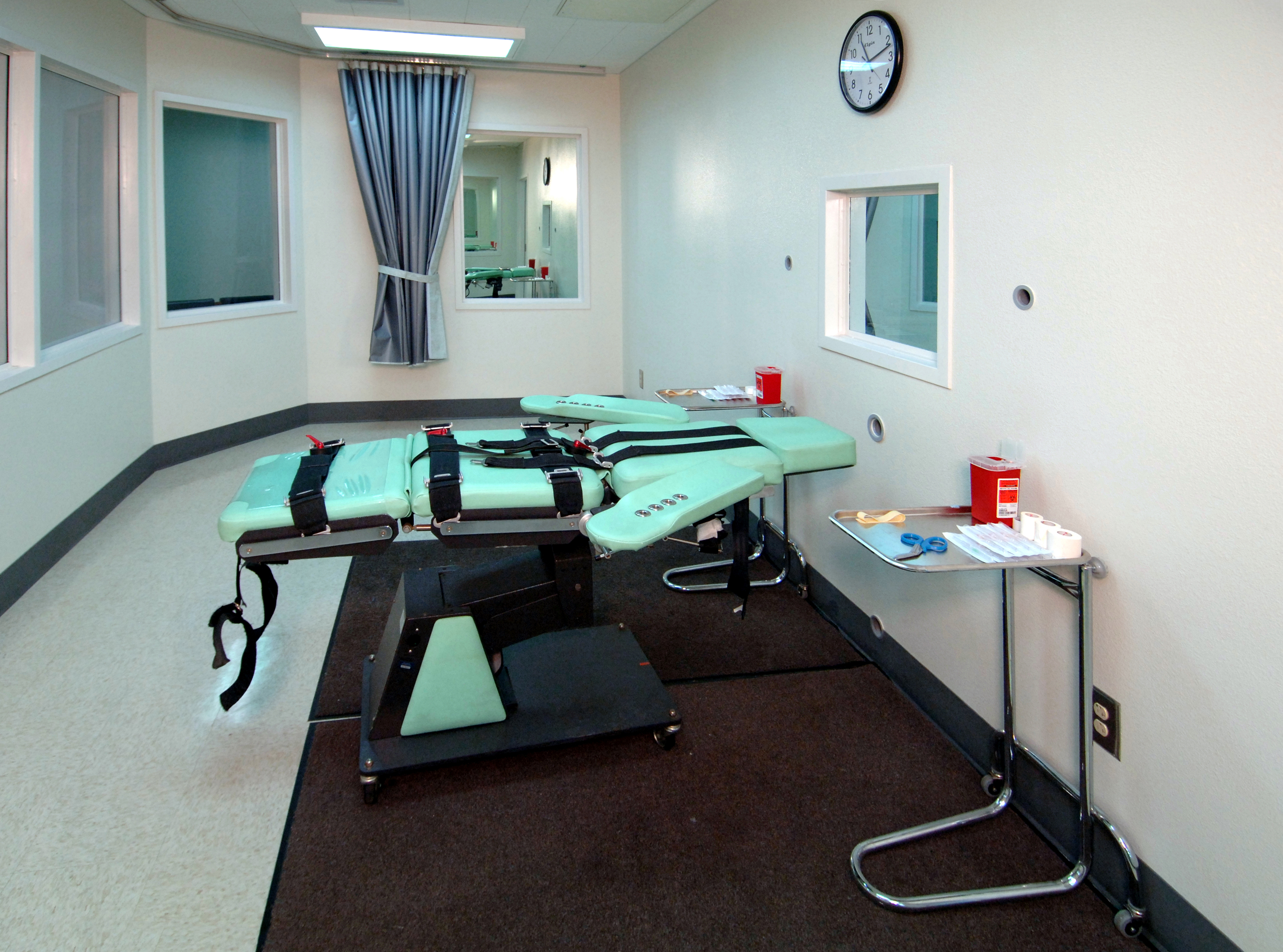
La stanza dove viene praticata l'iniezione letale nel carcere di San Quintino, in California, con il lettino medico a cui viene legato il condannato. L'ultima esecuzione risale al 2007.

Il condannato veniva rinchiuso in una stanza con pareti d'acciaio a tenuta stagna e dopo pochi minuti veniva liberato cianuro nell'aria. La morte avveniva per asfissia. L'iniezione letale venne introdotta nel 1977, a seguito delle molte polemiche dovute alla brutalità delle esecuzioni mediante sedia elettrica e camera a gas. L'iniezione letale consisteva inizialmente nell'immissione nelle vene del condannato di veleno (cloruro di potassio nella maggior parte dei casi) e di una sostanza chimica che provocava la paralisi dei muscoli (bromuro di curaro). La morte avveniva a causa dell'arresto cardiaco e della paralisi del diaframma, che impediva la ventilazione dei polmoni.
Gli oppositori alla pena di morte contestano spesso quelli che i sostenitori definiscono (o definivano) metodi cosiddetti “umanitari”, che renderebbero l'esecuzione indolore.
La fucilazione e l'impiccagione, malgrado la reintroduzione della pena di morte senza specifico richiamo al metodo di esecuzione nel 1976, sono state ben presto abbandonate, in quanto giudicate crudeli e disumane (in alcuni casi, prima della morte del condannato, passavano alcuni minuti). La camera a gas, malgrado sia stata presentata come un metodo moderno e fatto per evitare al condannato inutili sofferenze, si dimostrò ben presto inefficiente (il caso più noto è quello di Donald Harding, in Arizona, che impiegò undici minuti prima di morire) e suscitò molte polemiche e proteste per il fatto che era stata utilizzata dai nazisti. La sedia elettrica, che fino al 2000 era il mezzo più utilizzato perché considerato il “meno crudele possibile”(dal 1890 al 2000 in 26 stati americani le esecuzioni con la sedia elettrica sono state 4300), si è rivelata un metodo brutale in quanto spesso le prime scosse elettriche non uccidevano il condannato, che era costretto ad aspettare in agonia il responso del dottore, prima di ricevere altre scariche che gli provocavano l'arresto cardiaco.
Inoltre, a causa di guasti agli impianti elettrici o all'incompetenza degli addetti, sono presenti dei casi nei quali i condannati bruciavano letteralmente sulla sedia elettrica, famoso il caso di Pedro Medina, in Florida. Un altro caso noto è quello di Allen Davis, in Florida, che ha portato la Corte Suprema a discutere sulla costituzionalità della sedia elettrica. L'iniezione letale, considerato tutt'oggi un mezzo “umano e progressista” per mettere fine a una vita umana, è stata introdotta per ragioni politiche. Dopo il caso Furman vs. Georgia era necessario, per i sostenitori della pena capitale, trovare un metodo che rendesse, agli occhi della popolazione sempre più piena di dubbi, l'esecuzione accettabile dal punto di vista della solidarietà nei confronti del condannato.
Malgrado venga descritto come indolore, questo tipo di metodo può produrre atroci sofferenze. Spesso possono avvenire errori sulla giusta quantità di sostanza anestetizzante da iniettare prima del veleno o non si teneva conto della capacità di resistenza del corpo del condannato all'anestetico; tutto questo lasciava il condannato paralizzato e cosciente in agonia per vari minuti. Dal punto di vista legale nella maggioranza degli Stati dove oggi viene praticata mancano i protocolli e il personale all'altezza necessari per la messa in atto. Malgrado le numerose ricerche che dimostravano queste tesi la Corte Suprema degli USA, nel 2008, ha dichiarato, sette voti contro due, costituzionale l'iniezione letale. Per concludere viene citato il caso del condannato Thomas Smith, nell'Indiana: Smith dovette, infatti, attendere cosciente per 36 minuti prima che gli venisse iniettato il veleno letale, in quanto gli addetti non riuscivano a trovare la vena giusta. Nel caso di Clayton Lockett (2014) vi furono 45 minuti di agonia, a causa di una miscela sbagliata, midazolam in quantità non sufficiente oltre al cloruro di potassio, in seguito alla mancanza dei farmaci "tradizionali" (pentothal), usati per addormentare il condannato prima del cloruro di potassio; la penuria è dovuta al boicottaggio delle case farmaceutiche europee. Nel 2015, con molti dubbi, la Corte Suprema ha ri-autorizzato l'uso del midazolam, dopo averlo bloccato per quasi un anno.
Un deputato repubblicano dell'Oklahoma, Mike Christian, ha dichiarato nel 2014: «Mi rendo conto che può sembrare duro ma, come padre ed ex uomo di legge, davvero non mi importa se [l'esecuzione] è per iniezione letale, sedia elettrica, fucilazione, impiccagione, ghigliottina o dati in pasto ai leoni».
Il 26 gennaio 2024 è stata eseguita nello stato dell'Alabama la prima esecuzione capitale mediante maschera di azoto nella storia. Secondo i giornalisti presenti e l'associazione per la difesa dei diritti umani Human Rights Watch, il condannato (Kenneth Eugene Smith, accusato dell'omicidio per commissione di una donna nel 1988, e risultato colpevole nel '96. Il mandante si è suicidato e il secondo sicario è stato giustiziato tramite iniezione letale nel 2010) prima di morire asfissiato per l'effetto del gas si sarebbe dimenato e contorto per due minuti e successivamente avrebbe respirato affannosamente a lungo, in preda al dolore. Questa tecnica di esecuzione non sarebbe stata nemmeno testata scientificamente in precedenza, dunque dovrebbe essere considerata disumana e proibita. Tuttavia le autorità dello Stato federale sostengono che la maschera di azoto sia, invece, "il metodo meno doloroso e più umano".

#### Altri problemi di costituzionalità
Alla discussione sui metodi e sulla loro "umanità" va aggiunto che, secondo l'opinione di alcuni studiosi, la vera tortura imposta al condannato è costituita dall'attesa nei bracci della morte, che molto spesso dura anni, in alcuni casi anche 20-30 e dall'idea di impotenza nel trovarsi incatenato di fronte ad un pubblico ostile che sta per ucciderti. Alla pena di morte è aggiunta la punizione aggiuntiva della reclusione a vita spesso in isolamento.
Inoltre bisogna tener conto della sofferenza morale costituita dalle varie pratiche pre-esecuzione: il totale isolamento del condannato in una cella, la misurazione della taglia del vestito per la sepoltura, il certificato di morte firmato in anticipo, l'ultimo pasto in totale solitudine, le sospensioni all'ultimo momento, le complicazioni tecniche ecc.

##### Condanne a morte di minorenni, disabili e persone con ritardo mentale
Solo nel 2005 è stata dichiarata incostituzionale in tutto il paese l'esecuzione dei minorenni, compresi coloro che erano minorenni solo all'epoca del fatto, mentre nel 2014, abbassando i criteri del quoziente d'intelligenza sotto la cui soglia non si può mai procedere ad esecuzione capitale (inferiore a 70), è stata abolita - in teoria - la pena di morte contro i minorati mentali, seguendo un precedente pronunciamento del 2003 che la giudicava punizione crudele e contraria quindi all'ottavo emendamento.

#### Sovraffollamento delle carceri

Grafico con il totale delle incarcerazioni negli Stati Uniti per anni

Gli Stati Uniti d'America hanno la più numerosa popolazione carceraria del mondo, e in una percentuale superiore a quella dei regimi dittatoriali (escludendo la Corea del Nord che fornisce dati ufficiali). Con meno del 5% della popolazione mondiale, gli USA hanno circa il 25% della popolazione carceraria mondiale.
Secondo un rapporto del Dipartimento di Giustizia USA del 2006, oltre 7,2 milioni di persone erano in quel momento in prigione o sotto varie forme di custodia, ossia circa 1 americano su 45. Secondo l'International Centre of Prison Studies presso il King's College London, di questi 7,2 milioni, 2,3 sono effettivamente in prigione.
Al secondo posto nella classifica mondiale viene la Repubblica Popolare Cinese con 1,6 milioni, ma con una popolazione complessiva oltre quattro volte maggiore di quella degli USA. Anche ignorando le proporzioni, gli USA detengono comunque una popolazione carceraria più elevata di Cina, Iran e Corea del Nord, paesi dittatoriali, e persino superiore a quella di dittature totalitarie del passato, come la Germania nazista nei suoi lager e l'URSS con i gulag in epoca staliniana.
Gli USA detengono il primato anche per il più alto tasso di incarcerazione: circa 751 persone in prigione per ogni centomila abitanti. La Russia è al secondo posto con 627 prigionieri per ogni centomila abitanti.
Confrontando con paesi culturalmente e socialmente simili, nel 2006, il tasso di incarcerazione nel Regno Unito era di circa 148 persone per centomila residenti.
I prigionieri per reati connessi al traffico di stupefacenti (o anche per semplice uso personale) erano circa il 21% nel 2004 nelle prigioni statali e circa il 55% nelle prigioni federali.
Nel 2009 il tasso di incremento annuo della popolazione carceraria è stato dello 0,2%.
Nel 1995 il governo aveva stanziato oltre 5 miliardi di dollari per la costruzione di nuovi prigioni. Da notare che ad ogni cento milioni di dollari spesi in costruzione, corrispondono 1,6 miliardi per costi operativi nei successivi trenta anni. 
Il costo annuo per l'erario è stimato sui 60 miliardi di dollari, mentre ogni prigioniero costa circa trentamila dollari per anno.
Secondo il giornalista statunitense Reihan Salam del National Review Online, oltre una certa soglia quando più e più persone sono state o sono in carcere, la carcerazione perde la sua connotazione di "vergogna sociale", e l'alto tasso di incarcerazione inizia a contribuire esso stesso all'aumento della criminalità. "Gli USA hanno già superato tale soglia", ha affermato. Per molti giovani membri di gang, il carcere rappresenta infatti un rito di passaggio.
Al 2008, un adulto su 100, quindi circa l'1 % della popolazione americana, si trova in carcere. Tra la popolazione afroamericana, un uomo su 9 si trova in prigione.

#### Carceri private e sfruttamento dei prigionieri
Uno dei motivi dell'uso massiccio dell'imprigionamento è che il carcere può venire usato come strumento di controllo sociale delle minoranze, un altro che vi sono numerose prigioni private (che ottengono fondi dal governo federale e statale a seconda del numero di incarcerati e talvolta possono riscuotere le multe), assieme un business di industria e lavoro a basso costo (anche nelle prigioni pubbliche) che sfrutta la manodopera dei detenuti. I detenuti di tutte le carceri, anche per lievi reati, spesso sono tenuti al lavoro gratuito per una normale giornata lavorativa, ma non vengono adeguatamente retribuiti o premiati, nemmeno se producono più di quanto costa il loro mantenimento o se hanno risarcito le vittime. In caso di corruzione giudiziaria, tutto questo può far sì che sia più facile e auspicato dal sistema penale incarcerare più detenuti possibile. Se un detenuto rifiuta il lavoro, può finire in isolamento per mesi, con rischi per la salute psichica.
Secondo i critici negli Stati Uniti esistono quindi forme di schiavitù legali, come il lavoro forzato, in base ad un'interpretazione del XIII emendamento, sezione I:
Il senatore Bernie Sanders, già candidato alla Presidenza, ha presentato proposte di legge per l'abolizione delle prigioni private.

#### Campi di lavoro forzato
In alcuni Stati come l'Arizona, viene contestato il trattamento riservato ai clandestini che vengono arrestati come criminali comuni, l'uso dei lavori forzati in forma punitiva (anche con l'ausilio di catene e strumenti di contenimento) e dei campi di lavoro forzato analoghi ai laogai cinesi, tutte pratiche proibite dalle convenzioni internazionali contro lo sfruttamento e il lavoro coatto non rieducativo. Il campo di Maricopa Tent City Jail (Maricopa County), una tendopoli nel deserto di Sonora, è stato descritto come un campo di concentramento vero e proprio anche dallo sceriffo promotore, Joe Arpaio, con alimentazione insufficiente e trattamenti inumani e degradanti, costituito solo da tende e container in un luogo dove la temperatura raggiunge i 63 °C. Nel campo sono avvenuti anche numerosi omicidi e fenomeni di corruzione con coinvolgimento delle guardie. Arpaio, eletto più volte ma rimosso per corruzione, divenne famoso nel mondo per i suoi metodi al limite della legalità come il suddetto campo e lo sfruttamento di detenuti per produrre elettricità tramite l'uso di cyclette dotate di dinamo. La prigione è stata chiusa dallo sceriffo Paul Penzone nel 2017.

#### Luoghi speciali di detenzione

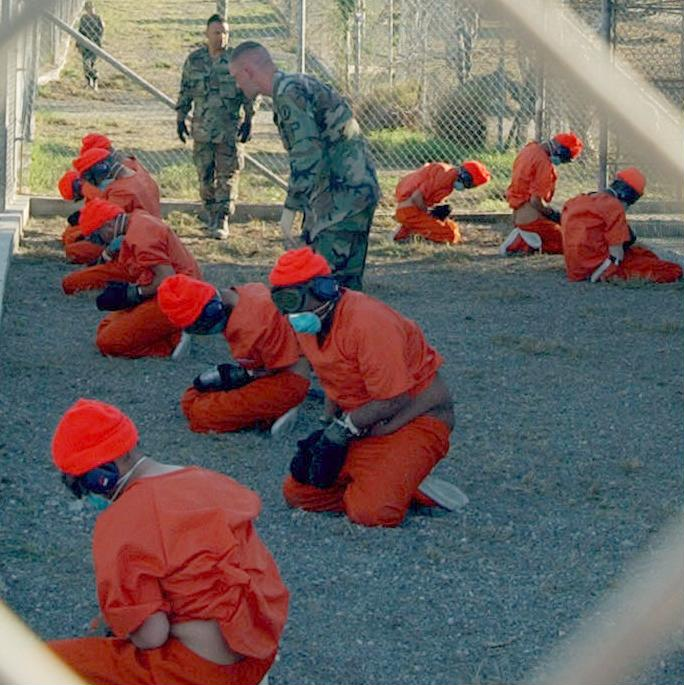
Detenuti in arrivo a Camp X-Ray, Guantánamo

Amnesty International, soprattutto in relazione alle carceri speciali come Guantanamo Bay (o Abu Ghraib durante l'occupazione dell'Iraq, al centro di uno scandalo internazionale), ha lamentato casi di tortura, detenzione illegale, abusi e trattamenti inumani e degradanti.
Le condizioni di detenzione a Guantanamo appaiono come molto dure: i prigionieri sono chiusi dentro gabbie e subiscono trattamenti che si possono configurare come vere e proprie torture; gli interrogatori sono frequenti e segreti, e avvengono senza la presenza di avvocati.
I detenuti rischiano di essere processati da Commissioni militari di nomina governativa, che non danno alcuna garanzia che il processo sia equo ed imparziale; il loro giudizio è praticamente inappellabile e possono comminare anche la pena capitale, per altro mai eseguita fino ad ora, mentre le detenzioni sono prolungate a tempo indeterminato, anche più di un decennio senza processo.
Oltre alle prigioni extraterritoriali citate, inoltre vi è il problema dell'uso massiccio della pena capitale sul suolo americano e le condizioni di vita.

#### Abusi e violenza nelle carceri e condizioni di detenzione
Ci sono casi di arresti arbitrari e senza prove. In prigione ci sono spesso risse e le guardie sono spesso in tenuta antisommossa.
Nelle carceri, spesso sovraffollate, sono molto diffuse le malattie come l'AIDS e l'epatite, causa della scarsa igiene. Alcuni neonati nati in carcere da madri detenute per gravi reati hanno rischiato la salute per essere nati mentre la madre era ammanettata ai piedi per "motivi di sicurezza" durante il parto, così come capita ai detenuti in ospedale o infermeria, ammanettati o incatenati, anche durante le operazioni chirurgiche, in condizioni di coma, incoscienza, anestesia o palese non pericolosità.
Amnesty International, come fece già in passato per altri casi analoghi, ha denunciato come crudele e disumana la prassi di tenere i detenuti per lunghi periodi di tempo (fino a 8 anni) in celle d'isolamento contro la loro volontà, attuata dall'unica prigione federale di “supermassima sicurezza” degli Stati Uniti, il carcere maschile ADX Florence in Colorado, in cui vengono detenuti perlopiù terroristi, narcotrafficanti, spie e boss mafiosi condannati. Come stabilito dalle leggi federali, l'obiettivo del carcere non è affatto la riabilitazione dei detenuti, bensì "la protezione della società" dalla loro presenza, e per questo è stato definito anche "la nuova Alcatraz", costruita dopo incidenti avvenuti nella prigione di massima sicurezza di Marion (Illinois); l'11 settembre 2013 un detenuto ha attaccato con un'arma fatta in cella tre guardie che sono state trasportate in un ospedale locale nonostante la sicurezza del carcere.

Schema di una cella dell'ADX Florence

Le percentuali di suicidi e di aggressività risultano molto alte, a causa delle turbe psichiche provocate da tale detenzione. Nella maggior parte dei casi, i detenuti in isolamento si trovano in celle dalle pareti di cemento e a tenuta stagna, chiuse da una porta di metallo per impedire qualsiasi contatto con gli altri prigionieri. Da una sottile finestra è possibile vedere un pezzo di cielo o un muro di mattoni.
Un analogo carcere femminile di massima sicurezza, quello di Lexington (Kentucky), con celle sotterranee in cui erano rinchiuse solo alcune donne condannate per atti di terrorismo o associazione sovversiva, venne chiuso dopo le proteste delle stesse detenute, dei loro avvocati e di Amnesty International, oltre che dell'ACLU.
La stessa organizzazione ha criticato l'uso del vetro divisorio nelle sale per i colloqui, presente in tutte le carceri di massima sicurezza e diffuso soprattutto in stati come l'Arizona, la California o il Nevada o nelle prigioni federali, e la mancata cura di persone affette da gravi disturbi psichici che non vengono ricoverati presso gli ospedali psichiatrici, e i cui problemi mentali vengono spesso accentuati dal regime carcerario.
Durante la storia americana è rimasta celebre la rivolta della prigione di Attica, finita con un massacro. La rivolta fu dettata dalla richiesta dei carcerati di ottenere diritti politici e migliori condizioni di detenzione. L'episodio scatenante della rivolta fu la protesta contro l'uccisione, da parte di alcune guardie carcerarie, dell'attivista politico George Jackson, membro del movimento per l'emancipazione dei diritti dei neri Black Panther, avvenuto il 21 agosto precedente nella prigione californiana di San Quintino.
I 1280 rivoltosi, per la gran parte afroamericani e portoricani, presero in ostaggio trentotto persone, tra guardie e impiegati. Nonostante si fosse giunti ad un accordo sommario sulla maggior parte delle richieste dei rivoltosi, non fu possibile porre fine alla rivolta a causa del rifiuto in merito alla richiesta di amnistia per i reati commessi dai carcerati durante la rivolta e a quella di destituzione del responsabile del carcere. Su ordine preciso del governatore di New York Nelson Rockefeller, l'esercito e le forze di polizia attaccarono il carcere: dagli elicotteri furono inizialmente lanciati lacrimogeni e poi 500 agenti entrarono nella struttura sparando sui rivoltosi, che non avevano armi da fuoco. Sul campo restarono 39 vittime, di cui dieci guardie carcerarie e 29 carcerati, e più di 200 prigionieri feriti, di cui 80 in modo grave; ai superstiti, inoltre, furono usate torture e pestaggi.
Ci sono stati molti casi di membri del corpo delle guardie carcerarie incriminati e condannati per sfruttamento della prostituzione, violenza sessuale e altri abusi, per cui il governo e gli Stati hanno dovuto pagare ingenti risarcimenti ai detenuti rimasti vittima. Questi abusi avvengono anche fra detenuti e spesso vengono tollerati, come mezzo di controllo sociale. I detenuti vengono spesso perquisiti; anche nelle prigioni femminili capita vi siano guardie di sesso maschile e viceversa.

#### Reticenza nell'applicazione della Convenzione di Strasburgo
In alcuni casi di cittadini stranieri detenuti e condannati regolarmente a pene detentive, il governo si è spesso rifiutato di applicare la Convenzione di Strasburgo: benché non facciano parte del Consiglio d'Europa, gli USA hanno comunque accettato formalmente tale convenzione, specialmente la norma che riguarda i condannati di origine europea che hanno scontato almeno 10 anni di pena, i quali avrebbero diritto a essere estradati nel paese d'origine; anche se ciò non è automatico oppure obbligatorio, è considerato parte degli accordi di estradizione, ma spesso il governo federale o statale pone ostacoli burocratici a tale pratica, anche contro governi alleati. Si ricordano ad esempio i casi di Silvia Baraldini e Chico Forti. Questo perché la giurisdizione statunitense non accetta le riduzioni di pena che vengono normalmente comminate nelle giurisdizioni europee o in giurisdizioni dove non esiste l'ergastolo.

#### Procedure controverse
La perquisizioni frequenti (in certi casi con il detenuto o il fermato costretto a spogliarsi dalle guardie o dai poliziotti, in assenza di personale infermieristico e medico), anche in zone intime, sono giudicate abusive dalle associazioni per i diritti civili (alla stregua di molestie e violenza sessuale) come la American Civil Liberties Union (ACLU) e da pronunciamenti giudiziari.

#### Violenza e corruzione della polizia

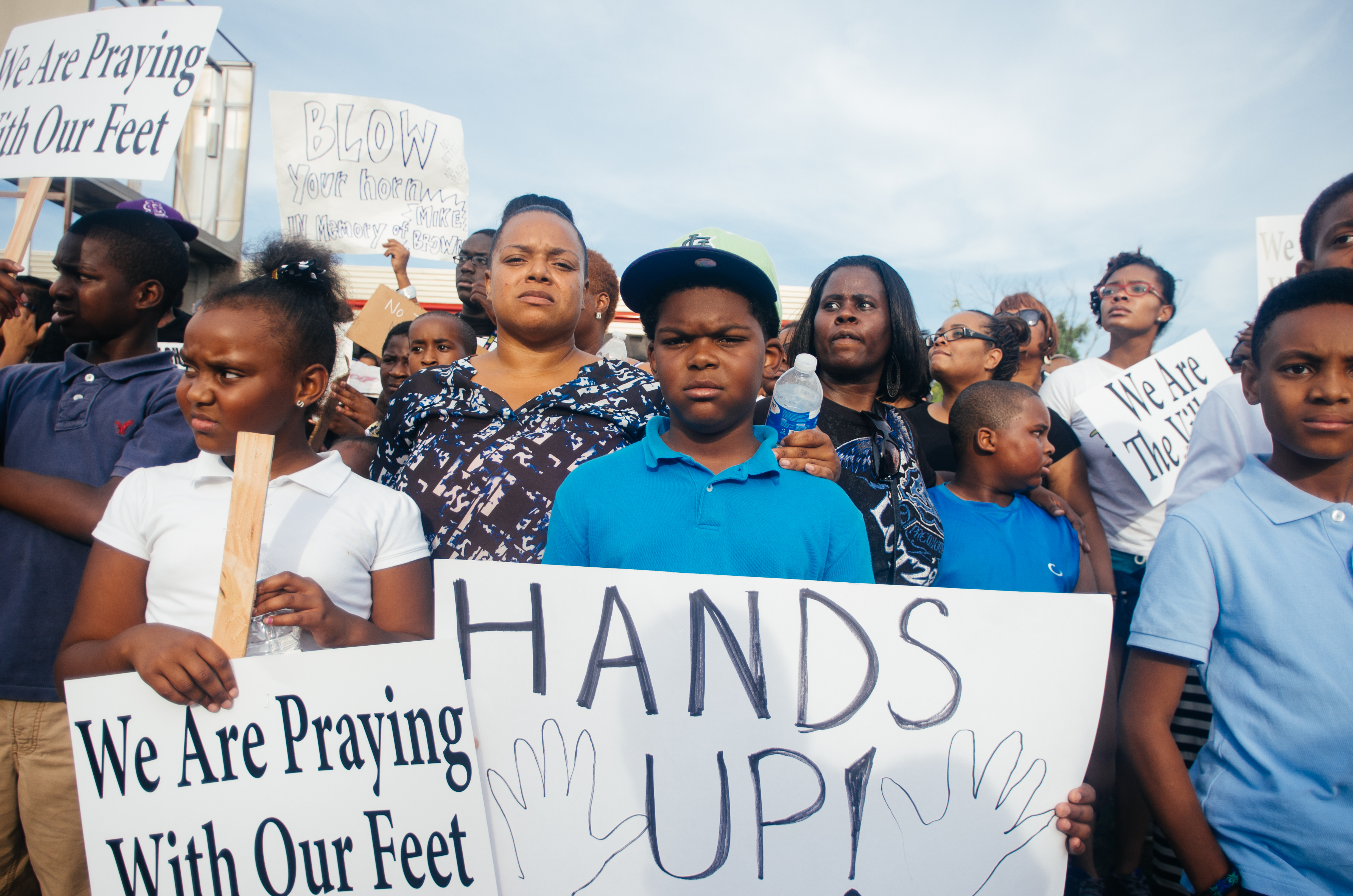
Proteste in seguito all'omicidio di Michael Brown da parte di un agente di polizia nel 2014

La cosiddetta "brutalità poliziesca" è un problema emerso all'attenzione della cronaca specialmente dagli anni novanta. Vi sono stati numerosi casi di violenza, corruzione e uso eccessivo della forza della polizia, specialmente nei confronti di sospetti di reati, come ad esempio giovani afroamericani accusati di furto e morti in conflitti a fuoco con la polizia e successivamente scagionati e rivelatisi come disarmati, o episodi di pestaggi di persone ammanettate a terra. Si registrano numerosi abusi fisici e verbali, violenze sessuali, pestaggi da parte degli agenti, talvolta anche nei confronti di persone arrestate e trattenute per reati minori (come guida in stato di ebbrezza, eccessiva velocità, possesso di modiche quantità di stupefacenti, sospetto possesso di armi - soprattutto a causa delle leggi molto facili per ottenere il porto di un'arma -, oltraggio a pubblico ufficiale, ecc.), e spesso in assenza di un avvocato come richiede la legge.
Ogni anno sono stimate 1000 vittime decedute per uso eccessivo della forza, ma solo il 12 % di queste violenze, spesso non attuate per difesa come sostenuto dalla polizia, vengono perseguite e condannate. Anche l'FBI ha riconosciuto il problema. Secondo uno studio di Forbes il problema è destinato a peggiorare ora che il dipartimento alla Difesa ha autorizzato la polizia a dare agli agenti attrezzature militari, come fucili automatici, oltre a quelle normalmente in dotazione, come i taser, che utilizzano una scarica elettrica per paralizzare i muscoli della persona colpita, col rischio di arresto cardiaco o respiratorio. Ad aggravare la situazione è il fatto che negli ultimi anni nelle forze dell'ordine sono confluiti i reduci delle guerre in Kosovo, Iraq e Afghanistan, addestrati in modo diverso rispetto ai poliziotti e abituati a un differente metro di valutazione delle minacce, oltre che più propensi alla violenza. La grande diffusione della criminalità stimola inoltre i poliziotti a reazioni violente e paranoiche.
Ci sono stati casi di disabili gravi o bambini minori di 10 anni arrestati e ammanettati dalla polizia, anche per lungo tempo.

#### Ergastolo a minorenni e per crimini minori
In alcune giurisdizioni, come la California, dopo tre reati identici si rischia l'ergastolo, anche per piccoli reati. L'ONU ha condannato il mantenimento dell'ergastolo per reati non violenti. Anche i minorenni rischiano la condanna all'ergastolo. Molti detenuti di carceri speciali sono infatti minorenni, giudicati però come adulti e condannati all'ergastolo senza condizionale (cioè a vita, a meno che non ricevano la grazia dopo molti anni).

#### Esperimenti medici su detenuti
Negli Stati Uniti d'America, nel secondo dopoguerra, furono fatti numerosi esperimenti con i prigionieri. Molti prigionieri alla fine presentarono denunce legali e queste azioni portarono a molte più indagini e processi nei confronti di medici, ospedali e aziende farmaceutiche. Gli esperimenti comprendevano trattamenti per tumori ad alto rischio, l'applicazione di potenti creme per la pelle, nuovi cosmetici, diossina ed alte dosi di LSD. Furono documentati molti incidenti, in rapporti governativi, sentenze dell'ACLU ed in vari libri tra cui Acres of Skin di Allen M. Hornblum.
Lo Studio sulla malaria del penitenziario di Stateville è uno di questi esempi. Il The Plutonium Files, per cui Eileen Welsome vinse un Premio Pulitzer, documenta i primi test sulla tossicità del plutonio e dell'uranio, sulle persone.
La CIA diresse un vasto programma di guerra tossicologia e chimica in collaborazione con le forze armate USA. Il Edgewood Arsenal ed il US Army Medical Research Institute for Infectious Diseases sito a Fort Detrick nel Maryland furono i principali quartier generali di tali studi. In questi centri l'agenzia sviluppò molte tossine, sostanze in grado di bloccare temporaneamente un uomo, sostanze in grado di alterare la mente e carcinogeni. Le sostanze per il controllo della mente furono studiate per facilitare gli interrogatori, e le tossine furono usate come armi per uccidere. Una di queste, intensamente studiata dalla CIA, fu derivata da alghe chiamate dinoflagellate, che producono la marea rossa .
Il Progetto MKULTRA fu un esperimento umano diretto dalla CIA, in cui a prigionieri e soggetti non volontari, venivano somministrate droghe allucinogene per ottenere lo sviluppo di sostanze incapacitanti e agenti chimici per il controllo della mente, in un'operazione guidata da Sidney Gottlieb. Lo specialista di armi biologiche Frank Olson fu intossicato con LSD da Sidney Gottlieb nel novembre 1953. Egli divenne psicotico e si suicidò saltando dal tetto del suo hotel, 10 anni dopo.

#### Leggi di emergenza e sospensione dei diritti costituzionali
Leggi come l'USA PATRIOT Act e altre leggi antiterrorismo hanno introdotto di fatto limitazioni alla tutela dell'individuo di fronte alle ingerenze statali. Si lamentano anche sospensioni del diritto di habeas corpus, cioè di comparire davanti al giudice dopo un fermo, per essere accusato del reato o altrimenti liberato. Secondo alcune voci critiche, dal 2001 in poi, tra le 100 e le 1200-2000 persone avrebbero subito arresti arbitrari, scomparse forzate e processi segreti dopo l'arresto come "sospetto terrorista", anche nel caso delle cosiddette extraordinary rendition. Queste leggi permettono a FBI, CIA e altre autorità di pubblica sicurezza di chiedere le intercettazioni e il traffico Internet ai provider, senza un mandato della magistratura e una notifica ai diretti interessati del materiale acquisito.
Per alcuni l'habeas corpus per i reati di terrorismo sarebbe completamente sospeso per effetto di legge o di ordini esecutivi presidenziali. All'indomani dell'11 settembre 2001, il commentatore politico della sinistra americana Alexander Cockburn affermò che fosse in atto un «fatto di una gravità inimmaginabile in Europa» cioè «che gli Stati Uniti hanno di fatto sospeso l'habeas corpus per i reati di terrorismo. E l'habeas corpus, cioè l'impossibilità di controllarti, intercettarti, arrestarti e tenerti in prigione senza un mandato esplicito del potere giudiziario, è il pilastro della democrazia anglosassone. Siamo arrivati al punto che, ha scritto Nat Hentoff sulla Village Voice, il ministro della giustizia John Ashcroft sta organizzando campi di concentramento per cittadini americani definiti "nemici combattenti"» che sarebbero giudicati, con il rischio di condanna a morte extragiudiziale, senza difesa legale e senza giuria, a porte chiuse e sulla base di semplici indizi, come il fatto di essere musulmani e contemporaneamente avere il visto d'ingresso scaduto, o con confessioni estorte con la tortura, configurando un livello di persecuzione superiore a quello del periodo del maccartismo e della "caccia ai comunisti".

#### Castrazione chimica
In Louisiana è stata approvata nel 2008 una legge che rende obbligatoria la castrazione chimica per i condannati per reati sessuali; analoga legge è stata proposta in Texas, Florida e California.

### Diritto alla privacy

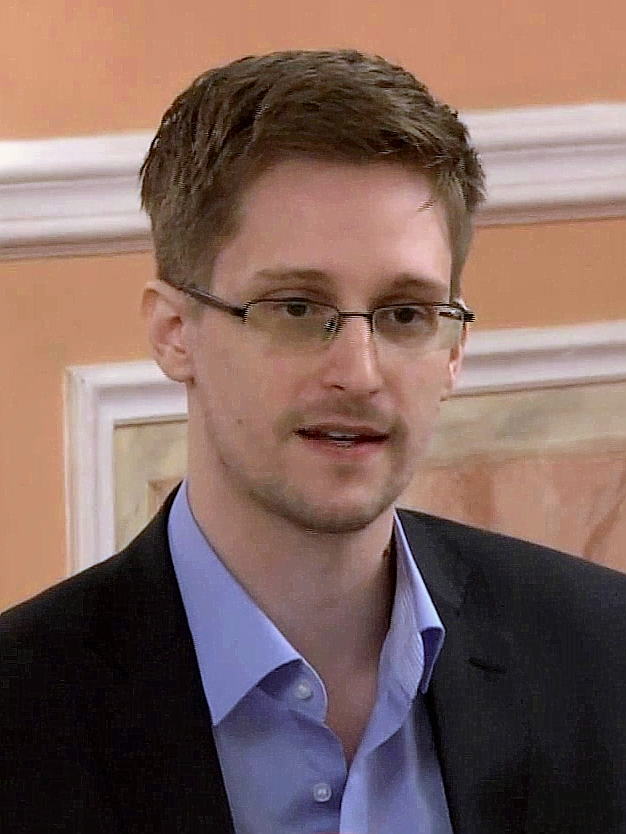
Edward Snowden, l'ex collaboratore della CIA e del NSA che ha fatto scoppiare lo scandalo Datagate, si è rifugiato nella Federazione Russa poiché tuttora ricercato dall'FBI.

Benché il diritto alla privacy sia ufficialmente riconosciuto, sono emersi gravi violazioni di questo diritto, in relazione all'USA PATRIOT Act e al cosiddetto scandalo Datagate, in cui l'NSA ha spiato indebitamente i cittadini americani (una pratica inaugurata dall'FBI di J. Edgar Hoover negli anni '50) e i governi stranieri, come rivelato dall'ex informatico di Cia e Nsa, Edward Snowden. Tra fine 2012 e i primi mesi del 2013, Edward Snowden consegnò tra i 15 e i 20 000 documenti top secret ai giornalisti del The Guardian Glenn Greenwald e Laura Poitras. Dal 6 giugno 2013, il quotidiano inglese iniziò a pubblicare parte di tali documenti, portando alla luce come l'NSA abbia messo in piedi una complessa rete di spionaggio, basata su programmi come PRISM, XKeyscore e Tempora, in grado di intercettare il traffico internet e telefonico di utenti di ogni parte del mondo. A tal fine l'NSA ha usufruito, oltre del supporto di altre istituzioni statunitensi, quali l'FBI o il Dipartimento di Giustizia, anche di importanti società private, tra le quali Verizon, Telstra, Google e Facebook.
Fondamentale è stata anche la collaborazione dei servizi di intelligence straniera, per accedere ai principali punti di snodo delle telecomunicazioni sparsi per il mondo. Oltre ai servizi degli altri paesi, soprannominati i "cinque occhi", che hanno siglato l'accordo UKUSA, ossia il Defence Signals Directorate australiano, il Communications Security Establishment canadese, il Government Communications Security Bureau neozelandese e il Government Communications Headquarters britannico, l'NSA ha cooperato con agenzie di varia nazionalità, tra cui il Bundesnachrichtendienst tedesco, l'Unit 8200 israeliano e il National Defence Radio Establishment svedese, il quale ha dato accesso ai cavi sotto al mar baltico.
Oltre che per la lotta al terrorismo e la preservazione della sicurezza nazionale, i vari programmi di sorveglianza sono stati impiegati per valutare la politica estera e la stabilità economica di altri paesi, e per raccogliere informazioni riservate di natura commerciale, anche riguardanti soggetti privati; ciò anche allo scopo di avvantaggiare l'amministrazione statunitense durante le trattative durante la preparazione di trattati internazionali o accordi di natura economica con altri paesi.
Tale rete di sorveglianza, attiva nel controllare anche il contenuto degli SMS dei cittadini americani, ha portato alla luce un progetto del governo americano paragonato dal governo tedesco a quelli di regimi totalitari come la STASI della Germania Est.
Di fronte a queste violazioni autorizzate, ci sono poi, paradossalmente, pene molto pesanti, anche decenni di carcere, per gli hacker che violano la privacy o i database, e persino una pena fino a cinque anni per il coniuge che legge la posta elettronica dell'altro coniuge, se fatto a sua insaputa.

#### Registro permanente deisex offender
Human Rights Watch (con altri gruppi) ha denunciato due volte i problemi inerenti ai registri dei condannati per reati sessuali ("sex offender"), e ritiene ciò una violazione dei diritti umani, in quanto questi registri, combinate con quello che chiamano "le restrizioni onerose su ex detenuti e loro familiari" rappresentano un peso e una vergogna sociale che il condannato deve portare a vita, anche molti anni dopo aver scontato la pena. Hanno criticano l'eccessiva ampiezza del requisito di registrazione che tende a trattare tutti i trasgressori ugualmente, a prescindere dalla natura del reato e senza tenere conto del rischio reale di futura recidiva: in particolare si contesta l'applicazione di tali leggi ai minorenni autori di reati, a chi venga condannato per aver avuto rapporti sessuali consenzienti da minorenne, a chi ha esercitato la prostituzione (proibita tranne in alcune contee del Nevada) o girando nudi come scherzo o persino aver urinato contro un muro. Negli anni 2000 in Georgia un uomo - afroamericano - è stato condannato a 10 anni di reclusione per aver ricevuto del sesso orale dalla propria ragazza - bianca - ma dopo due anni è uscito; però nel frattempo venne registrato nella lista di coloro che hanno compiuto reati sessuali.
Ci sono stati anche omicidi e linciaggi ai danni di persone condannate per reati minori, ma considerati reati sessuali al pari di quelli gravi come la pedofilia o lo stupro, poiché additati pubblicamente come sex offender, suscitando l'ira popolare. In altri paesi, come il Regno Unito, tali registri esistono ma non sono pubblici, e i condannati non sono tenuti mai (come può capitare nel caso di rilascio anticipato) a rivelare la loro presenza ai vicini di casa, né a presentarsi ogni pochi mesi alla centrale della polizia per tutta la vita.

### Libertà di orientamento sessuale

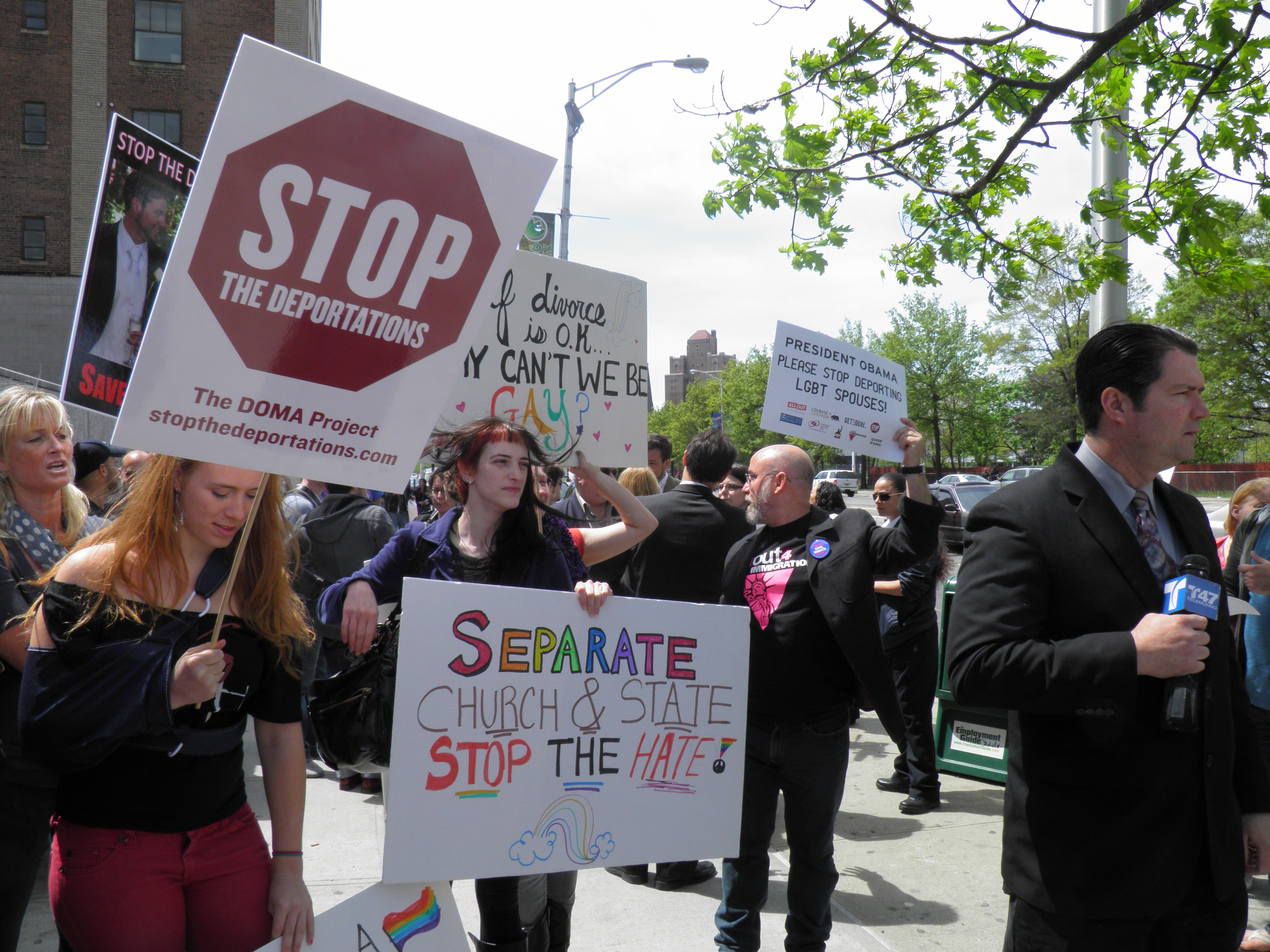
Protesta in New Jersey nel 2011, in supporto al matrimonio gay e contro la deportazione (espulsione dal paese) dei coniugi omosessuali stranieri

In molti stati è in vigore il matrimonio omosessuale ed esistono leggi per la protezione delle persone omosessuali o transgender dall'omofobia. Dagli anni sessanta sono stati rimossi i divieti di matrimonio misto fra bianchi e altre etnie.
In alcuni stati erano in vigore, fino ad anni recenti, normative severe anche contro alcune pratiche eterosessuali, come il sesso orale o il sesso anale, o in genere, quello non procreativo, recentemente abrogate o attenuate, benché in sostanza la libertà sessuale sia ampia nella maggioranza degli Stati federati e spesso queste leggi non venissero applicate.
In 14 stati sono tuttora in vigore leggi simili e si registrano nuove proposte proibitive. Secondo il sito Mother Jones, 10 stati vietano "ogni forma di sodomia": Idaho, Utah, Michigan, Virginia, Carolina del Nord, Carolina del Sud, Florida, Alabama, Mississippi, Louisiana. Altri 4 Stati vietano esclusivamente il sesso anale tra persone dello stesso sesso: Montana, Kansas, Oklahoma e Texas. Molti sono parte della cosiddetta "Bible Belt". In California, nel 2015, un avvocato appartenente a un'organizzazione cristiana di estrema destra ha presentato una proposta di referendum per introdurre la pena di morte per gli omosessuali, in quanto "sodomiti". Nella proposta di legge la sodomia viene definita come "atto abominevole contro Dio" e viene proposto chiunque la praticasse dovrebbe "essere eliminato con un colpo di pistola alla testa". Il documento non è ovviamente passato, sia per l'assenza delle firme necessarie (circa 350.000), sia per l'incostituzionalità del testo.
In alcuni Stati è illegale possedere alcuni tipi di giocattoli sessuali. In molte regioni, come per esempio Stati Uniti d'America meridionali, la vendita di giocattoli sessuali viene scoraggiata, o addirittura posta totalmente fuorilegge, da legislazioni proibitive che regolano i "dispositivi osceni". Di recente, nel 1999, William H. Pryor, Jr., un assistente del procuratore generale dell'Alabama, commentando su un caso in cui si discuteva sullo scopo di utilizzo dei giocattoli sessuali, fu citato per aver sostenuto che: non vi è alcun "fondamentale diritto per una persona ad acquistare un dispositivo che produce l'orgasmo". Una corte d'appello federale ha accolto la legge dell'Alabama che proibisce la vendita di giocattoli sessuali nel giorno di San Valentino 2007.
Solo nel 2015 la Corte Suprema ha giudicato legali in tutto il territorio i matrimoni omosessuali.

### Sicurezza personale e circolazione delle armi
Il II emendamento della Costituzione degli Stati Uniti d'America stabilisce il diritto all'autodifesa, interpretato spesso con la permissività estrema nell'uso e nell'acquisto di armi da fuoco, spesso senza controllare i precedenti penali o lo stato di salute psichica e fisica al momento dell'acquisto legale dell'arma. La lobby delle armi, rappresentata dalla National Rifle Association of America, è notoriamente forte e molti genitori insegnano ai propri figli a usare le armi fin da piccoli. Spesso il diritto e l'esigenza alla difesa personale si trasforma così nel diritto a detenere anche armi da guerra nelle proprie case, causando numerosi crimini violenti o omicidi anche involontari; in alcuni stati non vi sono limiti al porto d'armi o al numero di pistole e fucili che è possibile detenere per ogni cittadino maggiorenne. Dal 15 dicembre del 2012 al 7 dicembre del 2013, 194 bambini tra i 0 e 12 anni sono morti per colpi d'arma da fuoco.

### Discriminazione razziale

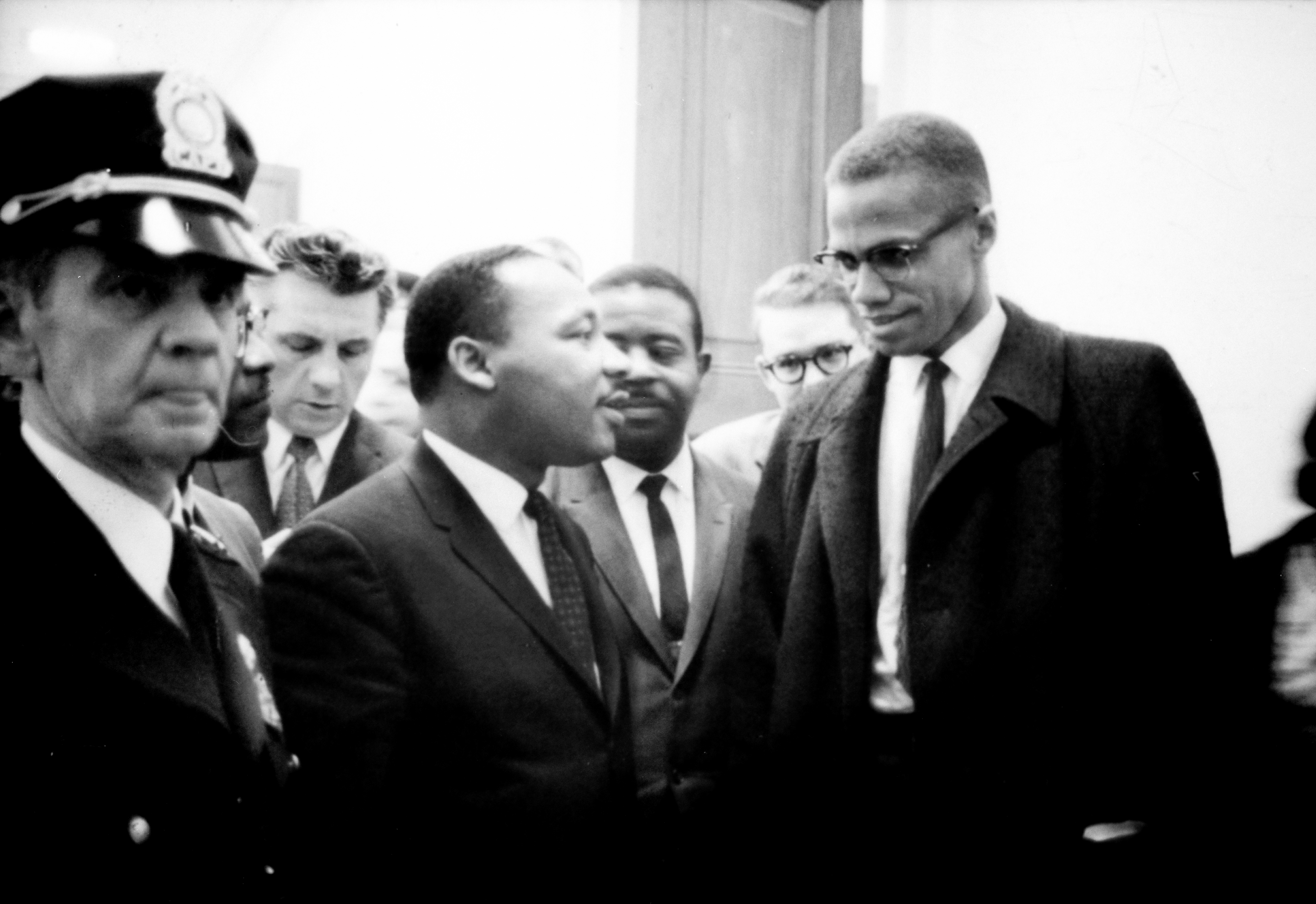
I due leader afroamericani Martin Luther King e Malcolm X, prima di una conferenza stampa, 26 marzo 1964

La comunità afroamericana, in gran parte discendente dagli schiavi africani, lamenta da sempre discriminazioni. La situazione è migliorata con il movimento per i diritti civili di Martin Luther King. Nel 2008 è stato eletto presidente il primo afroamericano, Barack Obama.
Nel 1997 l'associazione NAACP lancia l'iniziativa ERI (Economic Reciprocity Initiative), un movimento di consumatori per valutare i rapporti tra la comunità afro-americana e le aziende statunitensi, in risposta alle legislazioni discriminatorie, esistenti sino ad oggi, emanate dai vari stati federali. Nel 1998 il presidente dell'Associazione viene arrestato durante una manifestazione davanti alla sede della Suprema Corte per protestare contro la discriminazione razziale nella scelta degli assistenti della Corte; nel 1998 solo l'1,2% degli assistenti di giustizia sono ispanici e l'1,7% sono neri, rappresentando ciò una grave discriminazione.

Casi controversi di attivisti afroamericani condannati per reati gravi, ma da molti ritenuti innocenti, sono quelli di Assata Shakur e Mumia Abu-Jamal.
Il movimento Black Lives Matter organizza regolarmente delle manifestazioni per protestare apertamente contro gli omicidi delle persone nere da parte della polizia, nonché contro questioni più estese come profilazione razziale, brutalità della polizia e disuguaglianza razziale nel sistema giuridico degli Stati Uniti.

### Libertà d'espressione
La libertà di espressione è preservata dal 1° emendamento, ed è uno dei diritti più garantiti negli Stati Uniti. In passato molti simpatizzanti dell'URSS o intellettuali socialisti e dissidenti come Noam Chomsky affermarono e sostengono che la vera libertà di stampa e pensiero in USA fosse negata, poiché messa a repentaglio dalle presunte menzogne propugnate da lobby o ricchissimi magnati della comunicazione, della finanza e dell'industria come William Randolph Hearst, John D. Rockefeller o il Presidente e miliardario Donald Trump, mentre la libertà di pensiero fosse negata dallo Smith Act che rendeva illegale il Partito Comunista degli Stati Uniti d'America; spesso si è accusato il consumismo di aver introdotto un sottile totalitarismo, come affermato da Herbert Marcuse. Quindi si è accusato questi gruppi di pressione di manipolare la coscienza della maggior parte dell'opinione pubblica pur formalmente libera di esprimersi.
Alcuni gruppi e personalità hanno lamentato in passato casi di censura e persecuzione politica, specialmente ai danni di militanti della sinistra, come nel periodo del maccartismo. Durante quest'epoca storica i simpatizzanti del socialismo e del comunismo (o sospetti tali) vennero perseguiti come nemici dello Stato (come i coniugi Rosenberg, militanti comunisti di origine ebraica, condannati a morte sulla sedia elettrica per presunto spionaggio a favore dell'Unione Sovietica nel 1953, benché ci fossero moltissimi dubbi) dalla Commissione per le attività antiamericane, e il Partito Comunista degli Stati Uniti d'America venne messo al bando per molto tempo; in anni successivi la sua leader Angela Davis rimase a lungo in carcere per una falsa accusa di omicidio, cosa accaduta anche a molti leader del movimento delle Pantere Nere. Si ricordano anche, come violazione della libertà di espressione, i casi di Wilhelm Reich e dei Chicago Seven, in cui accuse di fomentare disordini o truffa sono stati usati in maniera strumentale. Reich fu assolto dall'accusa di frode medica ma comunque condannato a 2 anni per oltraggio alla corte, e morì in prigione.
Molti avvocati, come ad esempio Alan Dershowitz e William Kunstler, sono stati impegnati in cause per la libertà d'espressione culturale e politica, messa a rischio da leggi e provvedimenti considerati incostituzionali.
Alcune categorie, come i militari, hanno tuttora limitazioni alla loro libertà di parola e di espressione per cause di sicurezza nazionale, come ha dimostrato il caso di Bradley Manning, un ex militare accusato di spionaggio per aver rivelato segreti di stato, rivelando anche immagini e testimonianze di massacri compiuti da soldati americani in Afghanistan e Iraq, al sito Wikileaks fondato da Julian Assange. Lo stesso Assange è detenuto in attesa di estradizione dal Regno Unito, benché tale detenzione sia stata condannata dalle Nazioni Unite.
In omaggio a questa libertà di espressione, spesso sono tollerati, anche dai fautori dei diritti umani, persino manifestazioni di gruppi che incitano all'omofobia e alla discriminazione razziale, come il Ku Klux Klan o il Partito Nazista Americano, se non fanno uso di violenza nelle loro espressioni politiche, mentre i radical della sinistra - tra le proteste delle dette associazioni - spesso denunciano di essere oggetto di repressione in alcune loro manifestazioni, come accadeva al movimento nonviolento degli hippie negli anni sessanta.
Membri di gruppi radicali di destra hanno partecipato all'assalto al Campidoglio degli Stati Uniti d'America del 2021, per tentare di invalidare le elezioni presidenziali del 2020.

#### Lobbysmo finanziario e politica
I contributi finanziari per le campagne elettorali sono talvolta fatti rientrare nella libertà di espressione, da alcune leggi. La Corte Suprema degli Stati Uniti ha rimosso difatti i limiti di legge sui contributi finanziari ai candidati politici nel corso delle campagne elettorali. L'abrogazione di questi limiti, istituiti negli anni settanta dopo lo scandalo Watergate, per evitare l'ascesa politica di lobby a dispetto della legittimità democratica, è stata decisa esclusivamente per via giudiziaria. La Corte Suprema degli Stati Uniti prende difatti in esame solo quei casi che mettono in discussione la legittimità costituzionale delle leggi e, nel caso dei contributi finanziari alle campagne elettorali, il pretesto che ha portato questa causa fino alla massima corte è dovuta all'equiparazione di questi stessi contributi finanziari al "diritto ad esprimere la propria opinione" che, come tali, garantisce loro la tutela del Primo Emendamento sulla libertà di espressione.
I giudici hanno sostenuto, suscitando le ire della sinistra liberal, che non c'è alcuna correlazione diretta tra questi contributi finanziari a un candidato e il potenziale pericolo di corruzione o di implicita subordinazione di questi stessi politici ai loro benefattori a dispetto della possibilità di essere eletti grazie ai milioni donati loro da un cittadino ricco.

### Libertà d'assemblea e di associazione
I cittadini possono liberamente associarsi, tranne nei casi in cui tali associazioni siano considerate contrarie alla legge.

### Libertà di movimento
La libertà di movimento è garantita, tranne nei casi di sicurezza pubblica. Esistono limitazioni all'espatrio verso alcuni paesi che non hanno rapporti diplomatici con gli Stati Uniti, come Iran e Cuba, per cui servono permessi speciali. Con l'allentamento dell'embargo contro Cuba, sono ricominciati i voli aerei diretti verso l'isola caraibica dal 2015.

### Libertà di religione
Essendo stati un luogo di rifugio per perseguitati per motivi religiosi, negli USA la libertà religiosa è garantita. Talvolta i non credenti hanno però lamentato discriminazioni, come sulla preghiera pubblica nelle scuole, l'insegnamento del creazionismo nelle scuole pubbliche in alcuni stati e il giuramento sulla Bibbia. Dopo l'11 settembre 2001, le comunità musulmane hanno subito talvolta discriminazioni e sorveglianza, anche illegale, nei luoghi di culto.

### Diritti delle donne

#### Acquisizione dei diritti femminili
Come anche in altri contesti mondiali, per quanto riguarda la condizione della donna l'estensione dei suoi diritti è il frutto di un lungo processo storico, ed è legato allo sviluppo di alcuni movimenti per l'avanzamento dei diritti.
Dalla metà dell'Ottocento, una legge federale riconosce alle donne sposate il diritto di mantenere la proprietà a proprio nome; si posero così anche le basi per un'effettiva parità della donna nel rapporto matrimoniale. Nacquero in seguito gruppi per la salvaguardia dei diritti delle donne; ricordiamo in particolare il National Women Suffrage Association, che mirava al riconoscimento del diritto di voto, che arriverà nel 1920 (alle donne afroamericane sarà però impedito de facto di votare in vari stati del sud fino al 1965). L'avanzamento dei diritti delle donne avviene lentamente ma, nel 1963 l'Equal Pay Act riconosce il diritto delle donne all'uguaglianza del trattamento economico rispetto all'uomo per uguali prestazioni economiche e il Civil Rights Act del 1964 contiene specifiche norme antidiscriminatorie delle donne sul luogo di lavoro. L'aborto è stato legalizzato a livello federale dalla Corte suprema nel 1973, in seguito dagli Stati. Nel 2022 la Corte Suprema ha revocato la sentenza.

#### Situazione attuale
Ogni giorno negli Stati Uniti sussistono vari ostacoli al raggiungimento della parità di genere o anche solo del livello di sviluppo umano in merito di altri paesi OECD o UE. A fronte di un impegno legiferativo statale, permangono situazioni di enorme arretratezza nelle zone rurali interne e in generale al di fuori delle grandi città.
Per quanto riguarda l'occupazione femminile negli U.S.A., questa è allo stesso livello degli anni '90, mentre nello stesso periodo cresceva nella maggior parte degli stati europei. Il basso livello occupazionale è con tutta probabilità sintomo di una non riuscita integrazione delle donne nel mondo lavorativo americano le cui cause si possono riscontrare nell'ancor viva e radicata discriminazione razziale che colpisce soprattutto le donne afroamericane e nella carenza di benefit sociali efficienti: a titolo d'esempio, a differenza di quanto accade in praticamente tutti gli altri paesi industrializzati, alle madri lavoratrici statunitensi non viene riconosciuto alcun periodo di congedo per la maternità come diritto legiferato, anche se in alcuni casi (aziende con almeno 50 dipendenti ed almeno dodici mesi di lavoro) questo viene concesso per dodici settimane, ma senza alcuna retribuzione (anche in questo unici tra i paesi OECD) e con possibili variazioni a seconda dello stato di appartenenza.
Per quanto riguarda il problema della partecipazione alla vita politica, le donne hanno cominciato solo nel recente passato a occupare cariche importanti (Condoleezza Rice è la prima donna divenuta segretario di stato, nel 2005, Kamala Harris la prima vicepresidente nel 2020), anche se rimangono sottorappresentate nella gran parte delle posizioni elettive rispetto al loro peso demografico.
Nel complesso il livello di rispetto dei diritti umani delle donne e la loro possibilità di partecipare attivamente alla vita sociale, economica e politica del paese risultano limitati rispetto a quelli dei paesi UE, e paragonabile, per fasce deboli della popolazione femminile come immigrati, senzatetto, afroamericani, a quelli di paesi in via di sviluppo come l'India. La principale nota negativa, ad oggi, riguarda non tanto la situazione delle donne in generale, quanto quella delle donne che appartengono a tali gruppi sociali svantaggiati: le donne di queste etnie e classi sociali subiscono difatti spesso abusi come aggressioni o molestie sessuali nelle carceri ma anche all'interno di caserme e campus universitari.

##### Limitazioni dell'aborto
L'aborto è teoricamente possibile, ma risulta fortemente limitato almeno negli Stati conservatori, a causa delle lobby religiose cristiane e del movimento pro-life. In Arkansas, ad esempio, dal luglio 2017, l'aborto dipende dal parere dell'uomo: anche uno stupratore occasionale può decidere vita o morte del feto della sua vittima; nel Massachusetts una legge anti-aborto del 1845 è stata abrogata soltanto nel 2018.

Dopo la sentenza della Corte Suprema del 2022, il diritto all'aborto è stato messo in discussione, decidendo che spetta alle legislazioni statali stabilire leggi sull'aborto. Molti Stati conservatori hanno votato dunque leggi assai restrittive, volte a limitare o rendere impossibile l'interruzione di gravidanza.

### Immigrazione

#### Politica di separazione famigliare

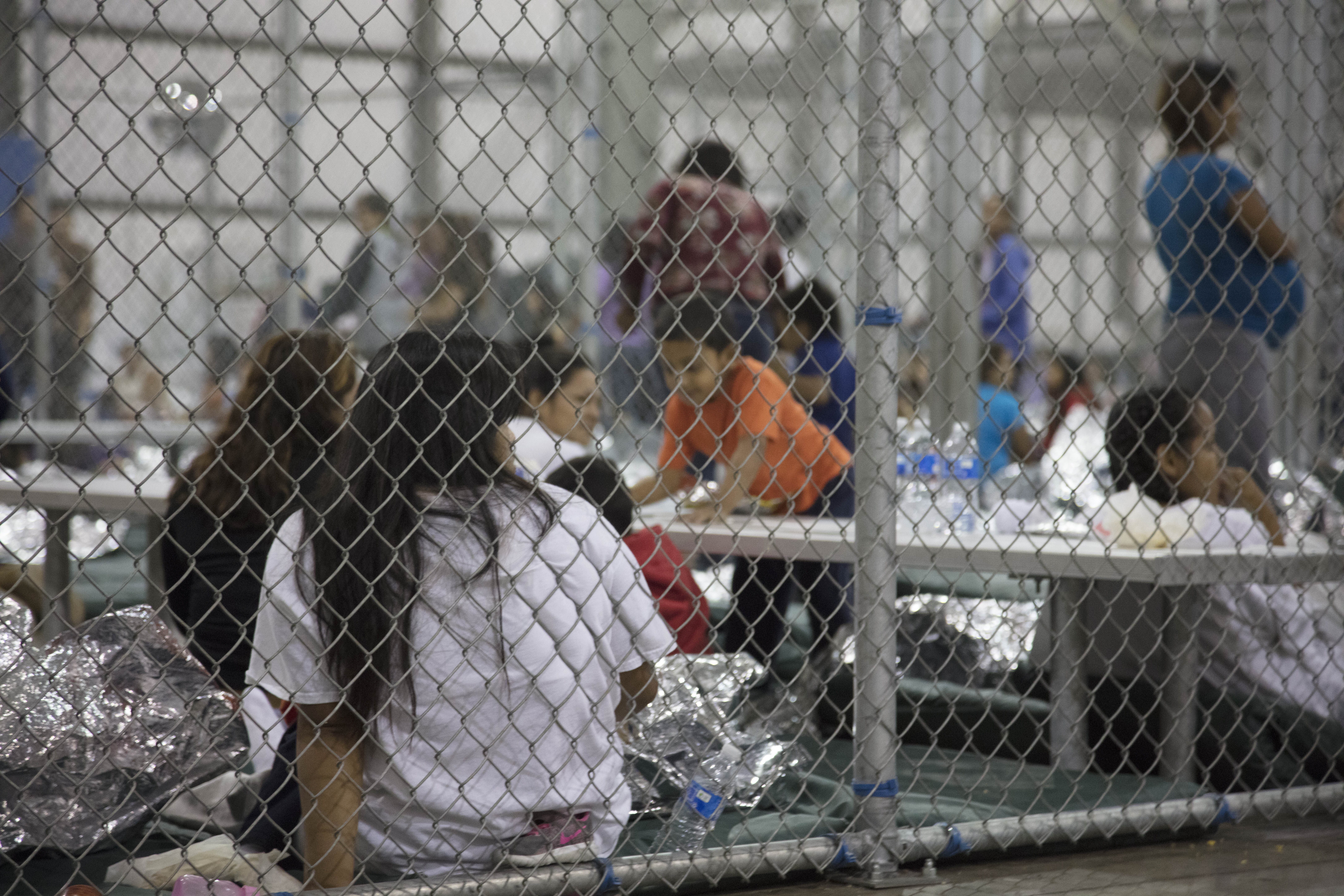
Centro di detenzione per migranti in Texas

La separazione delle famiglie era già applicata sotto la presidenza Obama nel 2014. Essa fu implementata nel 2019 dall'amministrazione Trump, dopo la sospensione del 2018. Già nel 2014 vi erano molte foto di bambini immigrati tenuti in celle, separati per età e sesso. Nel giugno 2014, il membro del Congresso Henry Cuellar ha pubblicato foto di bambini in celle. Nel 2018, Cuellar ha affermato di aver rilasciato le foto di "bambini tenuti in celle" nel 2014 "perché è stato taciuto sotto l'amministrazione Obama". La politica è stata interrotta nel giugno 2018 da Donald Trump, ma a partire da febbraio 2019, diversi rapporti hanno mostrato che 245 bambini erano stati separati dalle loro famiglie dal veto di Trump, e in molti casi senza la documentazione adeguata necessaria per riunirli alla famiglia dopo la detenzione.

### Sterilizzazioni forzate
Come avvenuto in passato con i nativi americani, si stima che molte donne detenute sono state sterilizzate illegalmente, spesso con l'inganno o la mancata informazione sugli effetti permanenti dell'intervento. Sarebbero 150 nelle carceri californiane dal 2006 al 2010, e altre 100 potrebbero essere state sottoposte allo stesso trattamento negli anni novanta, secondo il Center for Investigative Reporting (Cir), associazione no-profit di giornalismo investigativo. Queste sterilizzazioni hanno preso di mira anche gli uomini, spesso se con problemi mentali o di salute dovuti a malatte genetiche. Secondo l'attivista afroamericana Angela Davis, sia nativi americani che donne afro-americane furono sterilizzati contro la loro volontà in molti stati per tutto il XX secolo, spesso a loro insaputa mentre erano in ospedale per altri motivi (ad esempio, parto). Altri attivisti nativi americani, come il dr. Pinkerman, hanno concluso che circa 25.000 donne native americane furono sterilizzate contro la loro volontà (circa il 40 % dei nativi negli anni '70), anche se altri hanno sostenuto che questi numeri siano esagerati.

## Commissione dei Diritti Umani delle Nazioni Unite
Gli USA, insieme a Israele, Palau e le Isole Marshall sono gli unici paesi che si sono opposti alla risoluzione 60/251 dell'Assemblea Generale delle Nazioni Unite per la creazione del Consiglio per i Diritti Umani delle Nazioni Unite che ha sostituito la Commissione delle Nazioni Unite sui Diritti Umani. Gli Stati Uniti hanno giustificato il voto contrario con il fatto che avrebbero voluto un consiglio "più forte", con una maggioranza di due terzi nelle elezioni per farne parte e l'espulsione automatica per gli stati che non rispettano i diritti umani. Diversi osservatori sottolineano come la presenza di paesi come l'Arabia Saudita, la Repubblica Popolare Cinese, Cuba e la Russia renda poco credibile l'operato della Commissione.. Gli Stati Uniti hanno comunque dichiarato che avrebbero finanziato e collaborato con l'organismo.. Per le stesse ragioni gli Stati Uniti non si sono candidati a far parte del consiglio per le elezioni del 2006 e del 2007.

## Violazioni commesse dal governo USA fuori dal territorio statunitense
I governi statunitensi, anche dal 1945 in poi, sono spesso accusati di violazione dei diritti umani, crimini di guerra, indebite ingerenze e crimini contro la pace fuori dal suolo americano, ad esempio per:
- la guerra del Vietnam (in particolare il massacro di My Lai e l'uso del napalm), più di 1.500.000 morti
- l'intervento militare in Afghanistan
- la guerra in Iraq (in particolare il bombardamento di Falluja e gli abusi nella prigione di Abu Ghraib), con 1.500.000 di vittime, in maggioranza civili, e una destabilizzazione della regione (in relazione alla guerra civile siriana e allo Stato Islamico)
- il sostegno al golpe cileno del 1973 (approvato e finanziato per ordine del presidente Richard Nixon e del segretario di Stato Henry Kissinger) e l'intera Operazione Condor pianificata dalla CIA in America latina per instaurarvi dittature anticomuniste, con numerose vittime e decine di migliaia di desaparecidos (specie nel Cile di Pinochet e nell'Argentina dei militari), torturati, uccisi e fatti scomparire anche col supporto della stessa CIA
- il sostegno all'instaurazione di vari regimi dittatoriali nel mondo, come il colpo di Stato dello scià Mohammad Reza Pahlavi contro il governo di Mohammad Mossadeq in Iran o la dittatura dei colonnelli in Grecia
- le stay-behind della NATO in Europa (Operazione Gladio)
- l'appoggio finanziario e giuridico alle multinazionali statunitensi e al neocolonialismo
- il mantenimento di basi NATO con personale statunitense e testate nucleari su suolo straniero, nonché opere come il MUOS e ingerenze nella politica interna straniera di personale militare sottratto alla giurisdizione locale (vedere l'extraordinary rendition del caso Abu Omar, o la strage del Cermis)
- decine di tentativi di omicidio del leader cubano Fidel Castro, atti di terrorismo contro Cuba e sospetti di coinvolgimento in altri omicidi politici di leader stranieri non graditi.

Gli Stati Uniti non hanno inoltre riconosciuto la giurisdizione della Corte penale internazionale dell'ONU, che giudica i crimini di guerra e i crimini contro l'umanità in maniera neutrale e ha sede all'Aia.